# Straßenbahn Weimar
Die Straßenbahn Weimar bediente von 1899 bis 1937 den innerstädtischen Verkehr in der damaligen Landeshauptstadt Weimar des Großherzogtums Sachsen-Weimar-Eisenach und seit 1920 des Freistaates Thüringen.

## Geschichte

### Elektrische Straßenbahn Weimar

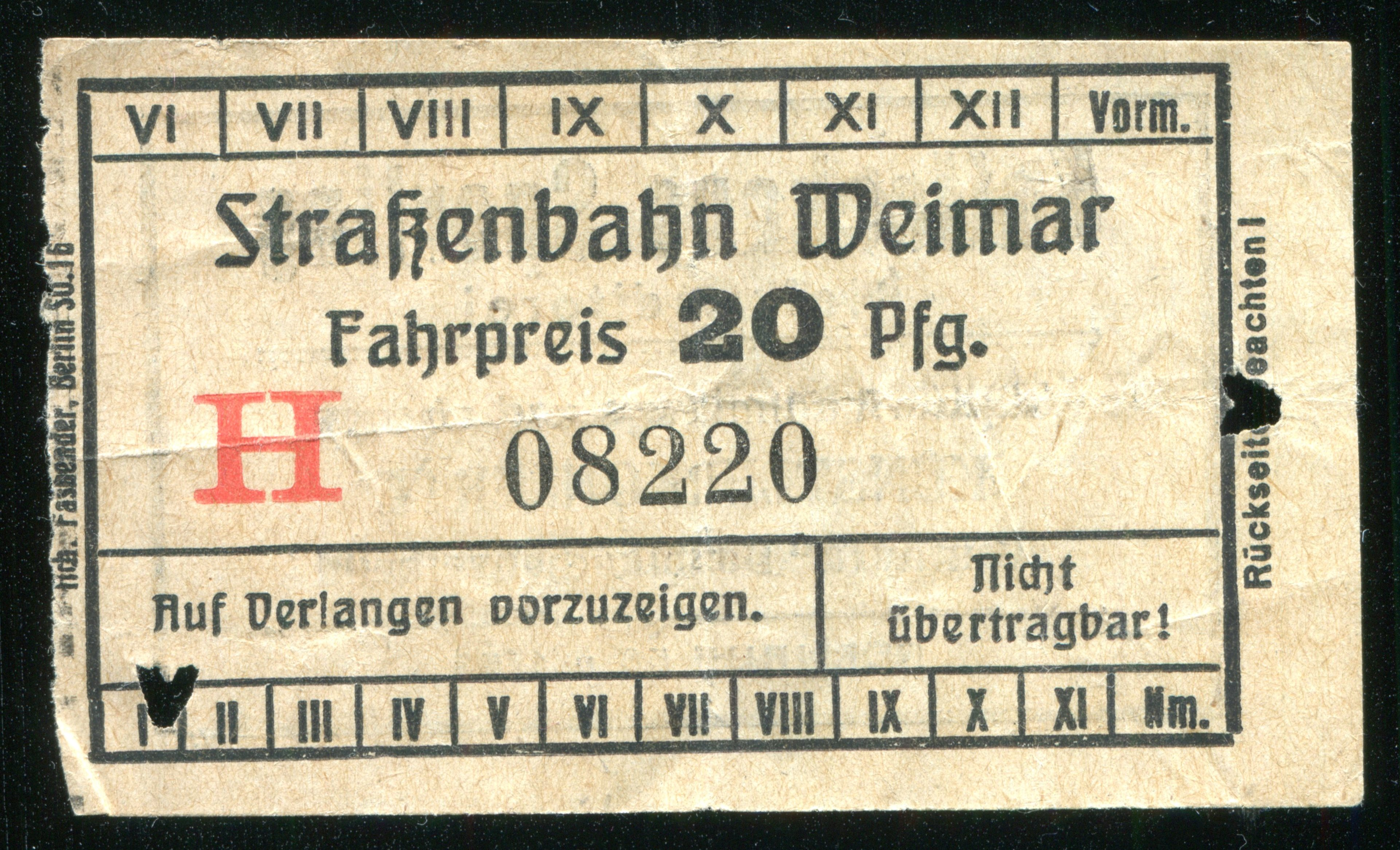
Fahrschein um 1910

Die Stadtverwaltung Weimar schloss am 6. Dezember 1897 einen Vertrag mit Siemens & Halske AG in Berlin, in der sich das Elektrizitätsunternehmen verpflichtete, in Weimar eine elektrische Straßenbahn und ein E-Werk zu errichten. Nach ihrer Fertigstellung wurden beide Eigentum der „Siemens Elektrische Betriebe AG“ in Berlin.
Die erste 3,25 Kilometer lange Strecke wurde am 4. Juni 1899 eröffnet. Sie führte vom Staatsbahnhof im Norden über die Sophienstraße zur Innenstadt und über die Belvederer Allee nach Süden bis zum Ausflugslokal Falkenburg, wobei in der Innenstadt zwischen dem Postamt und dem Wielandplatz sowohl über Karlsplatz–Erfurter Tor als auch über Graben–Markt gefahren wurde. Ein Betriebsgleis zweigte am Museum zum Depot am Kirschberg ab.
Eine zweite Linie kam 1908 hinzu; sie verband den Staatsbahnhof über Postamt und Erfurter Straße mit dem Berkaer Bahnhof und führte in einem großen Bogen über die Junkerstraße zum Wielandplatz, wo sie nach 3,2 Kilometern endete und Anschluss an die vorhandene Linie hatte. Diese bekam ein rotes Signal, während das der neuen Linie grün war.

### Städtische Straßenbahn Weimar

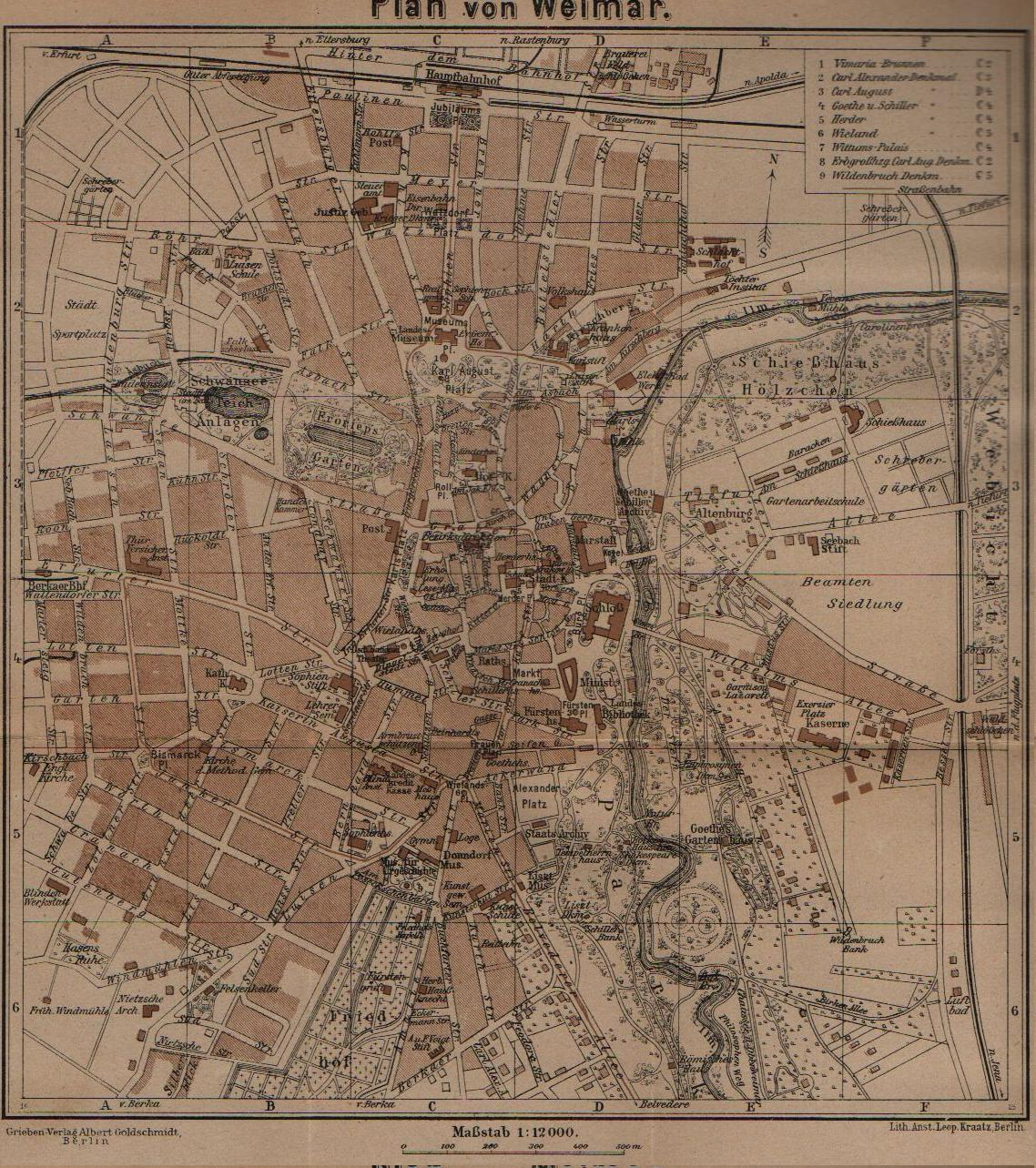
Stadtplan von 1925 mit Straßenbahnstrecken

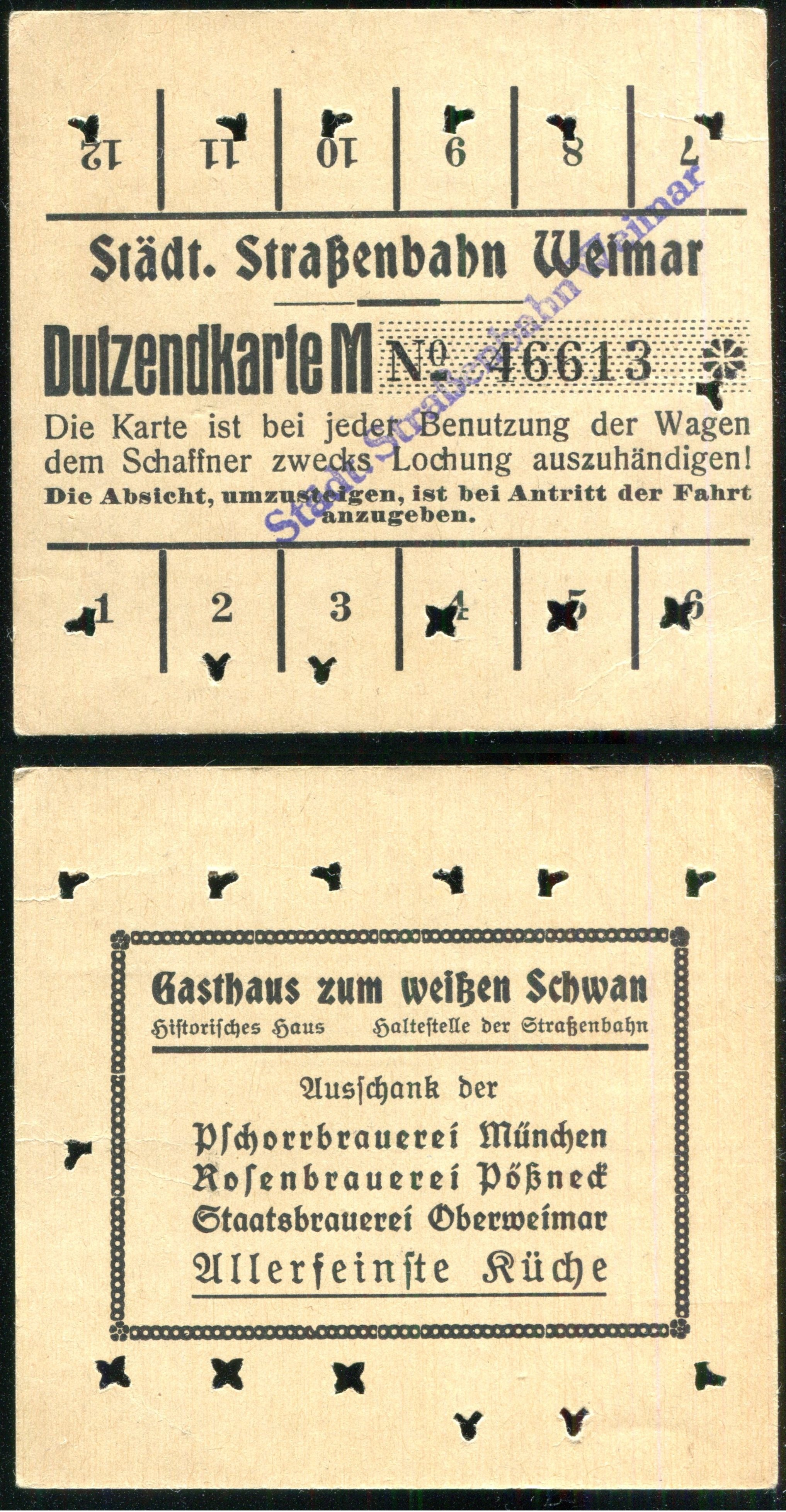
Fahrschein Duzendkarte um 1930

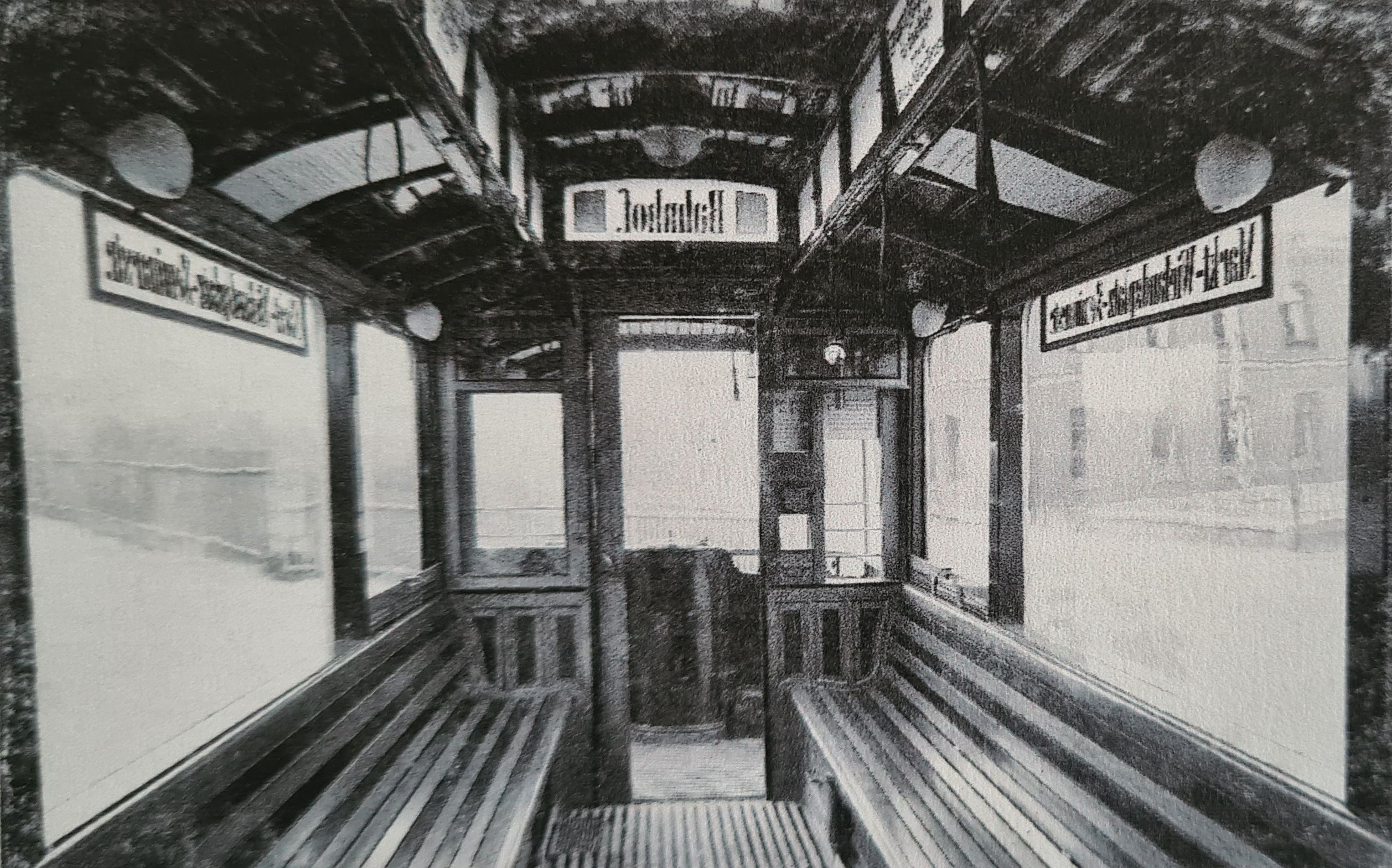
Interior erste Generation Straßenbahn Weimar um 1900

Am 1. Oktober 1920 übernahm die Stadt Weimar die Straßenbahn in ihr Eigentum und betrieb sie durch die Städtischen Werke. Man versuchte trotz der schwierigen Wirtschaftslage, die zu monatelangem Stillstand zwischen 1923 und 1924 zwang, den Verkehr weiter zu verbessern. Zu diesem Zweck beschaffte man von 1926 bis 1928 zehn neue Triebwagen, die den bisherigen Wagenpark ersetzten.
Bereits ab 1929 gab es Versuche, die Straßenbahn durch Omnibusse zu ersetzen. Zunächst war der Omnibusbetrieb noch unrentabel, sodass erst am 30. Juni 1937 der Straßenbahnbetrieb eingestellt wurde. Die relativ neuen Triebwagen verkaufte man an die Straßenbahn Jena.
Die geplante Umstellung auf Oberleitungsbusse konnte nicht kurzfristig vorgenommen werden. Daher behalf man sich ab 1. Juli 1937 mit zwei städtischen Omnibuslinien, die schon nach einem Monat um eine dritte erweitert wurden. Das Liniennetz von 15,1 Kilometern Länge wurde mit neun Omnibussen bedient.
Der Oberleitungsbus Weimar wurde erst am 2. Februar 1948 eröffnet. Weimar ist augenblicklich die größte Stadt ohne Straßenbahn in den sechs ostdeutschen Bundesländern.

Historische Ansichten
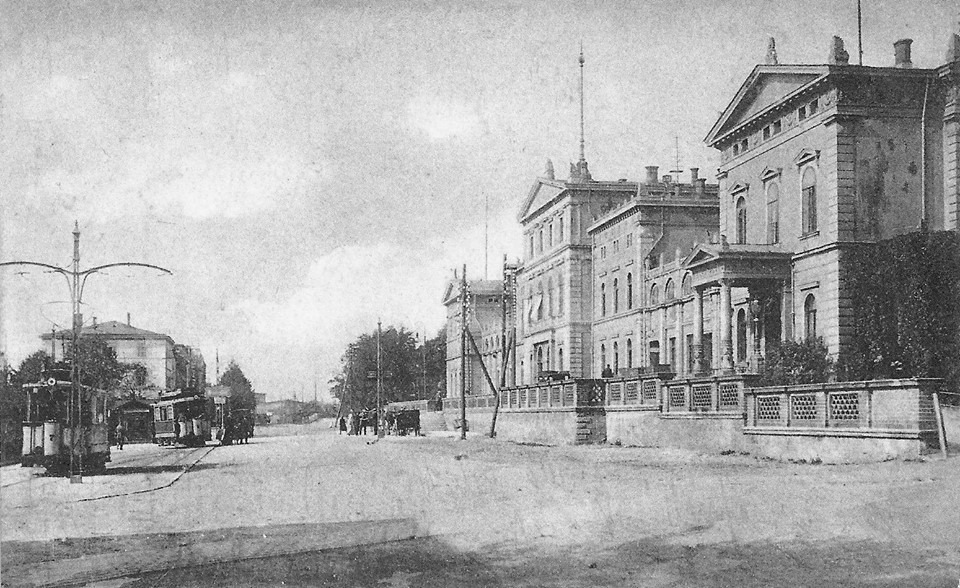
Auf dem Bahnhofsvorplatz am alten Staatsbahnhof um 1900
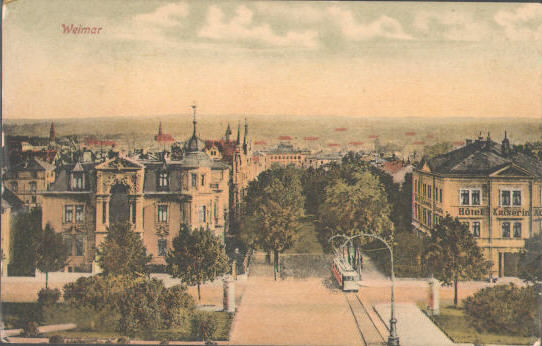
Zwischen Bahnhof und Hotel Kaiserin Augusta, 1908
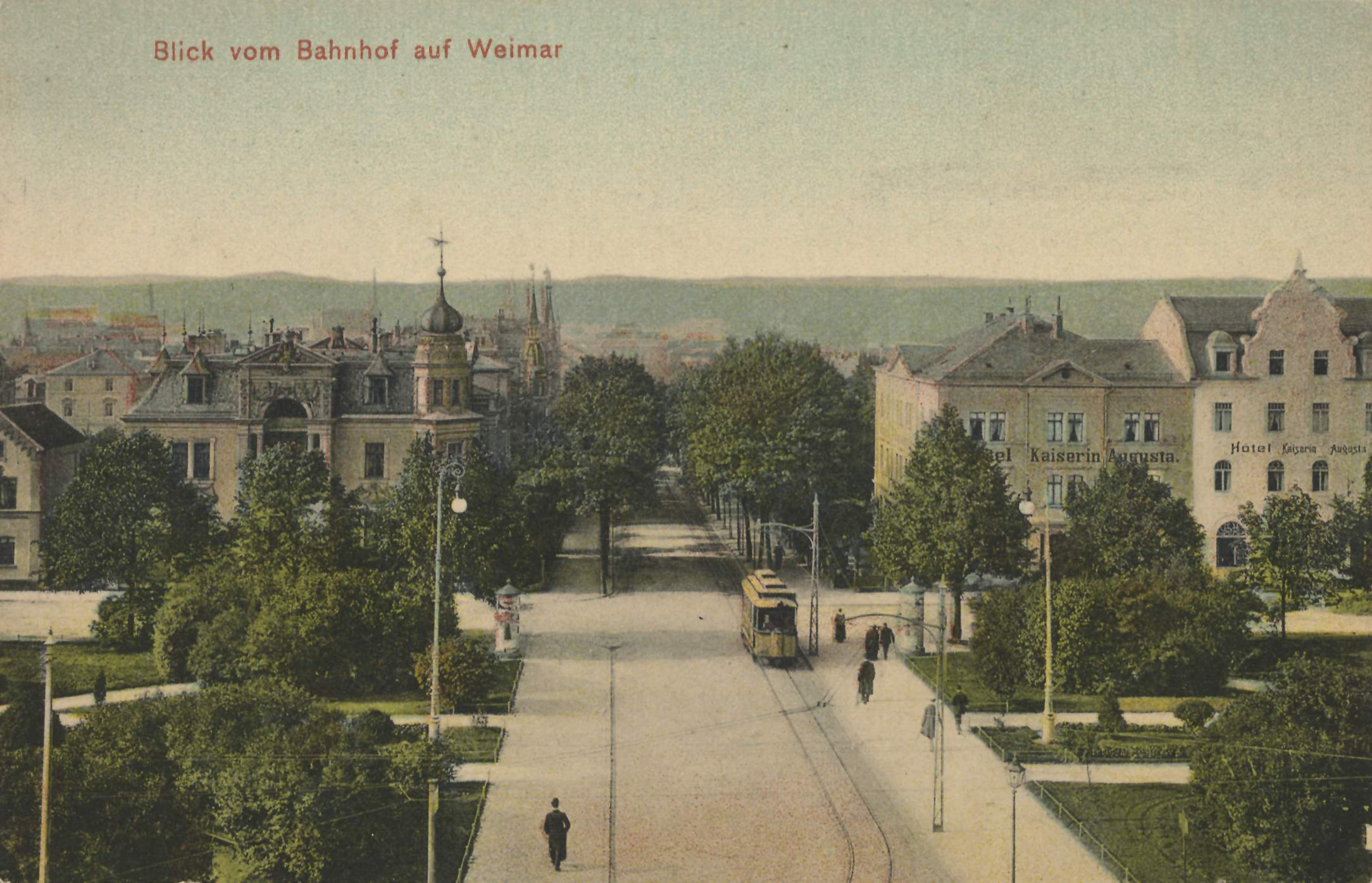
Auf dem Bahnhofsvorplatz
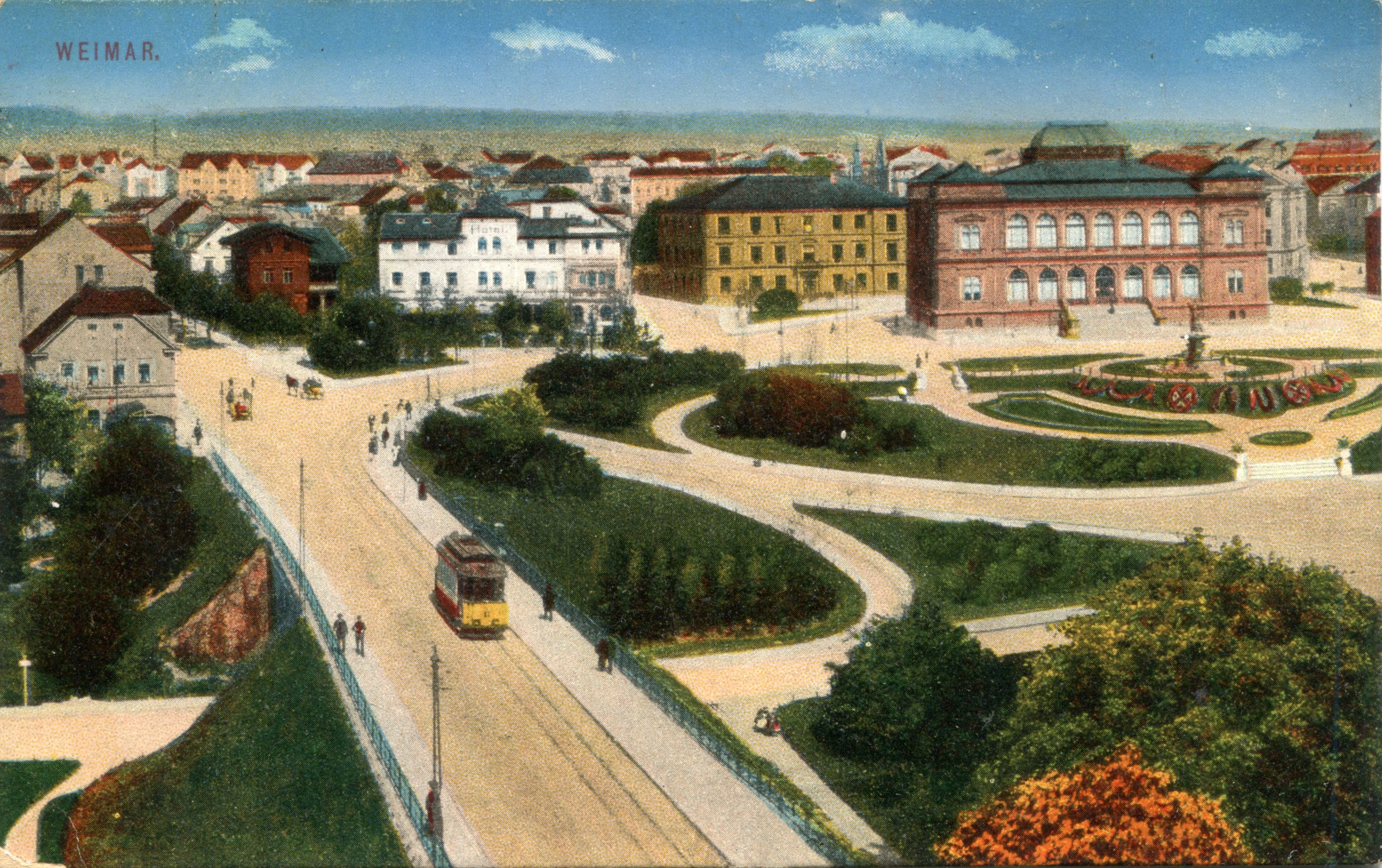
Viadukt und Landesmuseum vor dem Karl-August-Platz um 1910
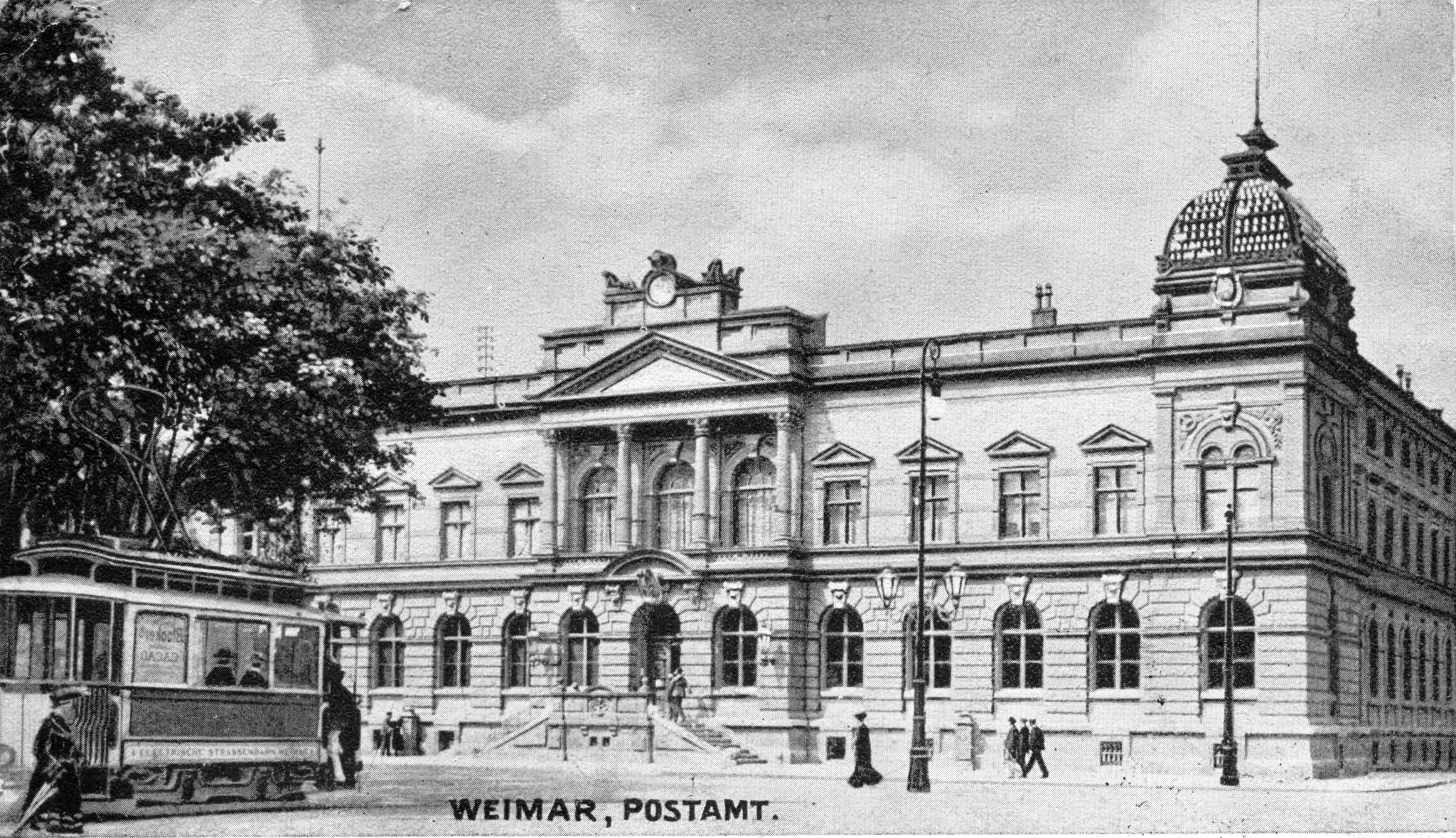
Nach 1899 vor dem Hauptpostamt auf dem Karlsplatz (heute Goetheplatz)
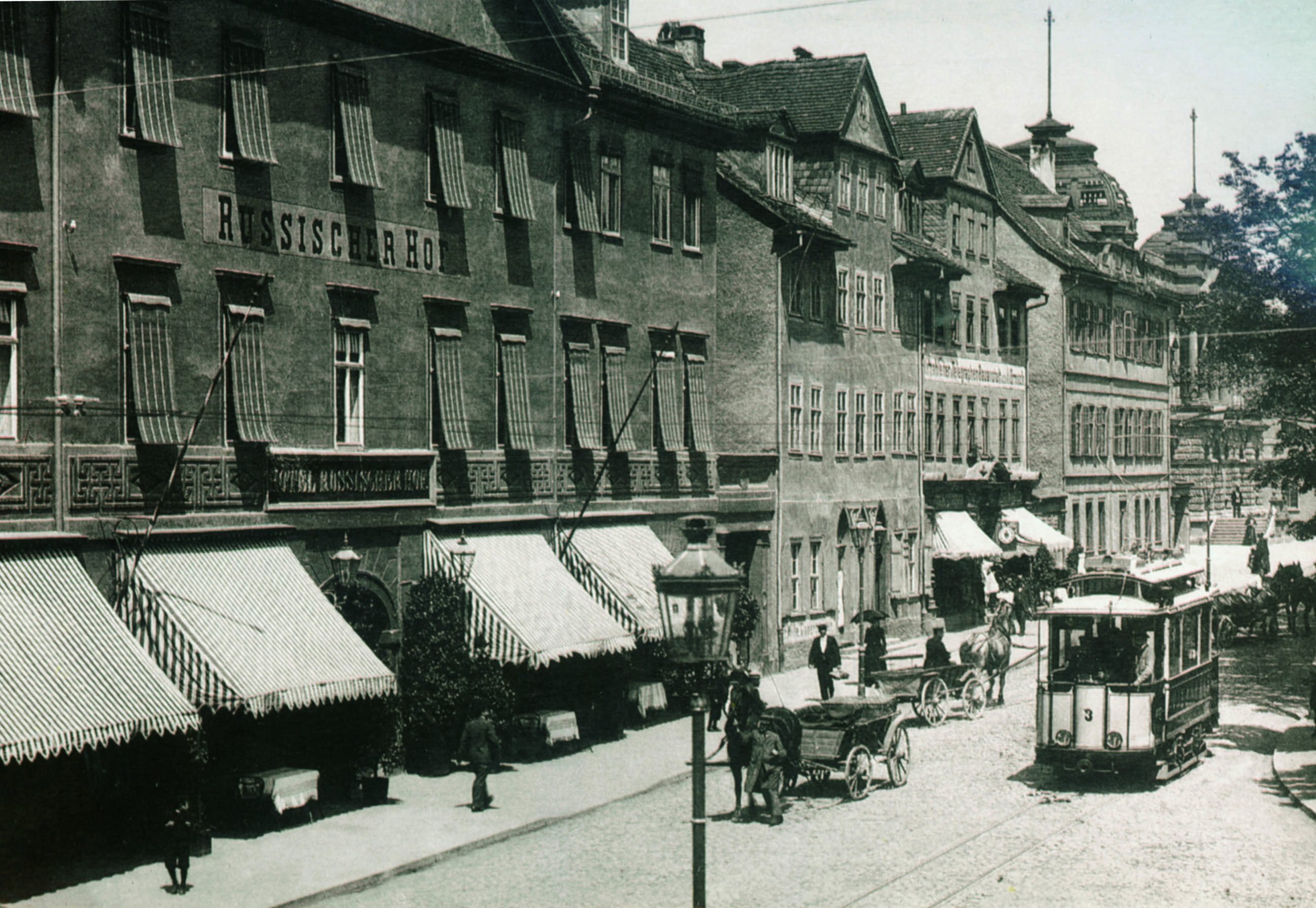
Auf dem Karlsplatz (heute Goetheplatz)
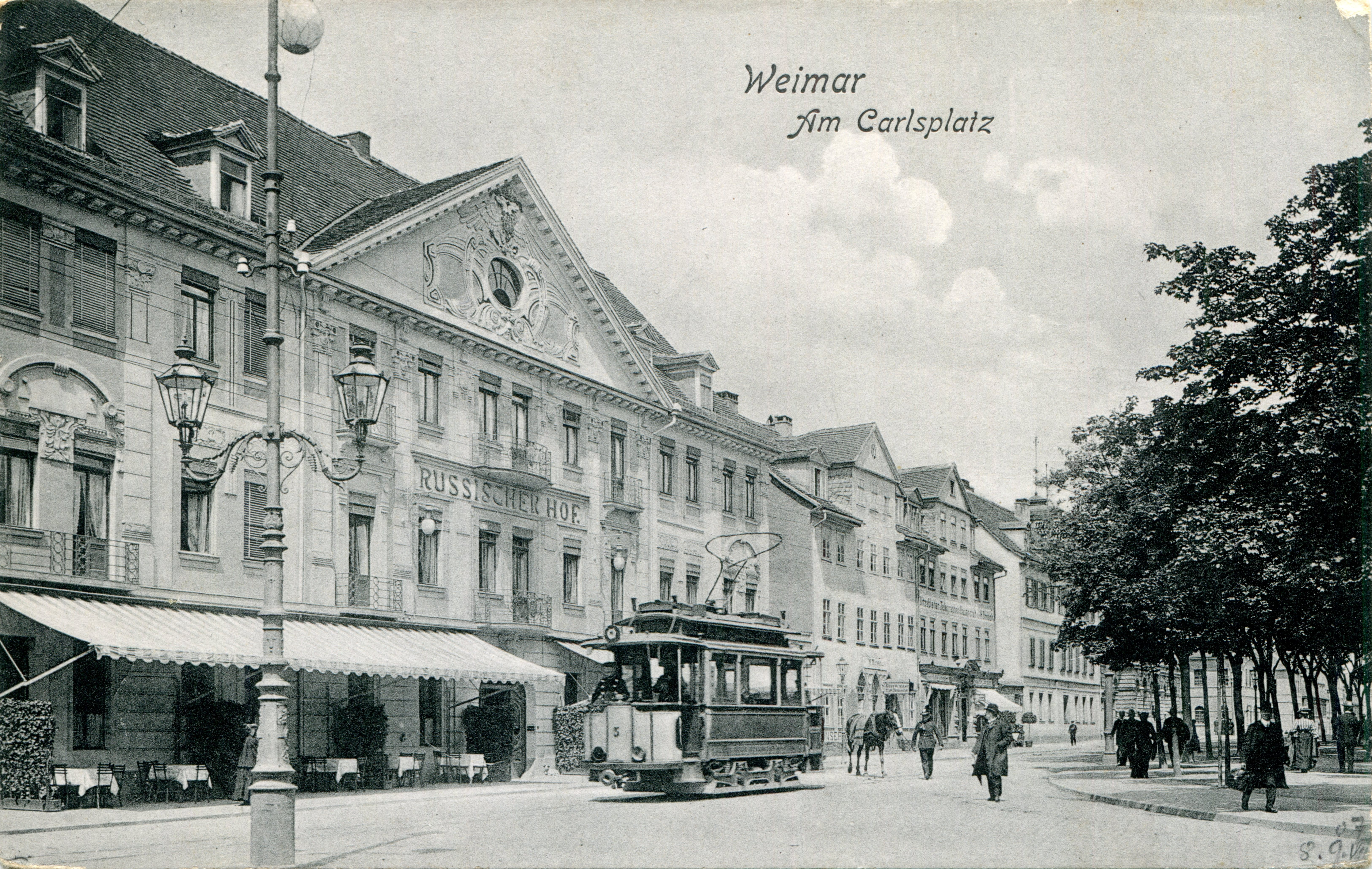
Auf dem Karlsplatz (heute Goetheplatz) Grand Hotel Russischer Hof (1907)
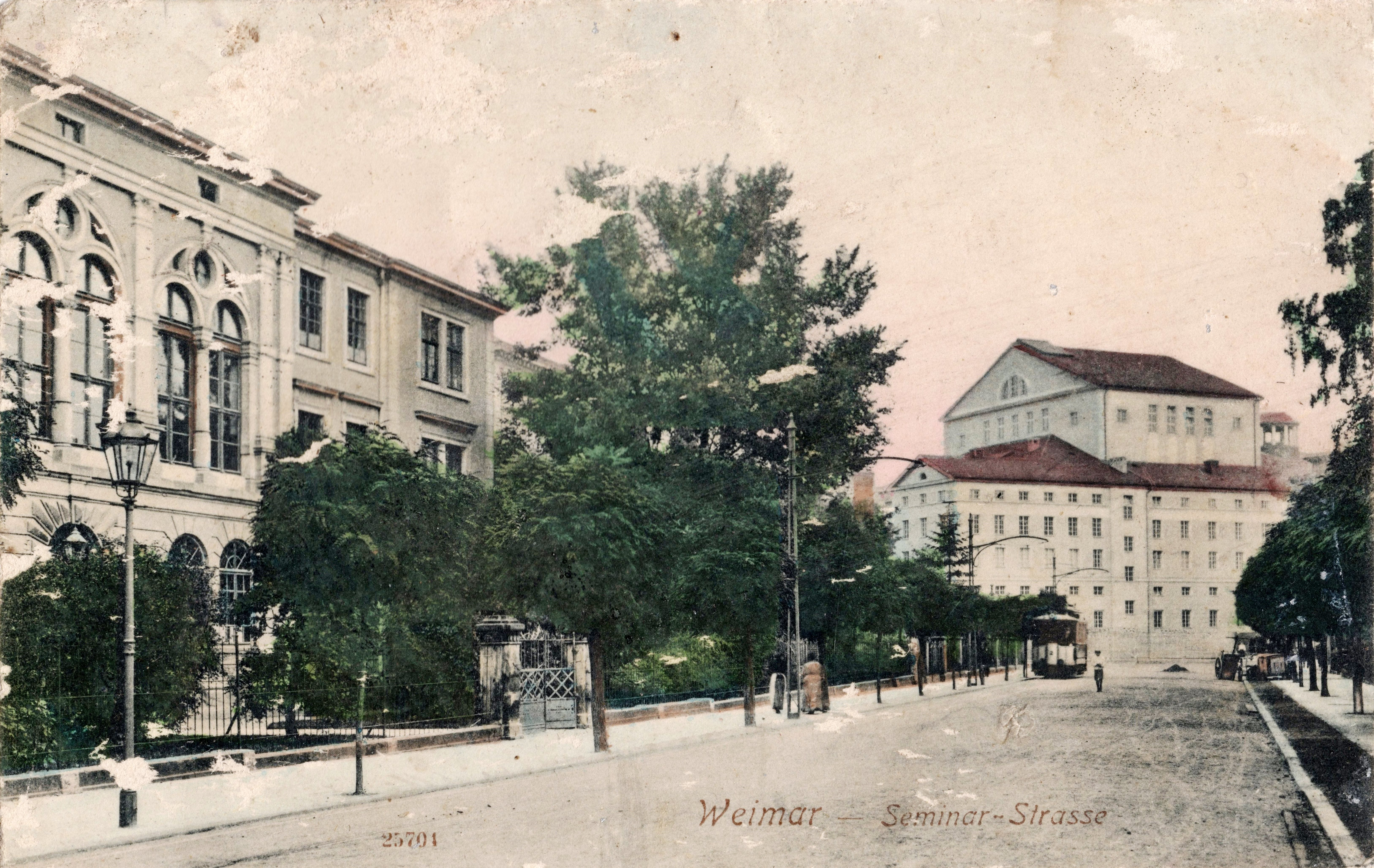
Seminarstrasse am Deutschen Nationaltheater vor 1909
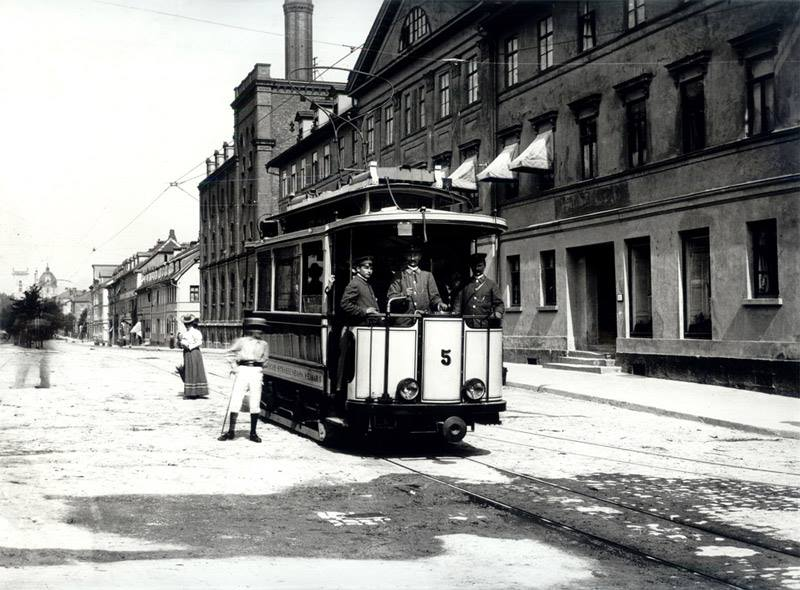
Probefahrt auf der Kaiserin-Augusta-Straße (heute Steubenstraße)
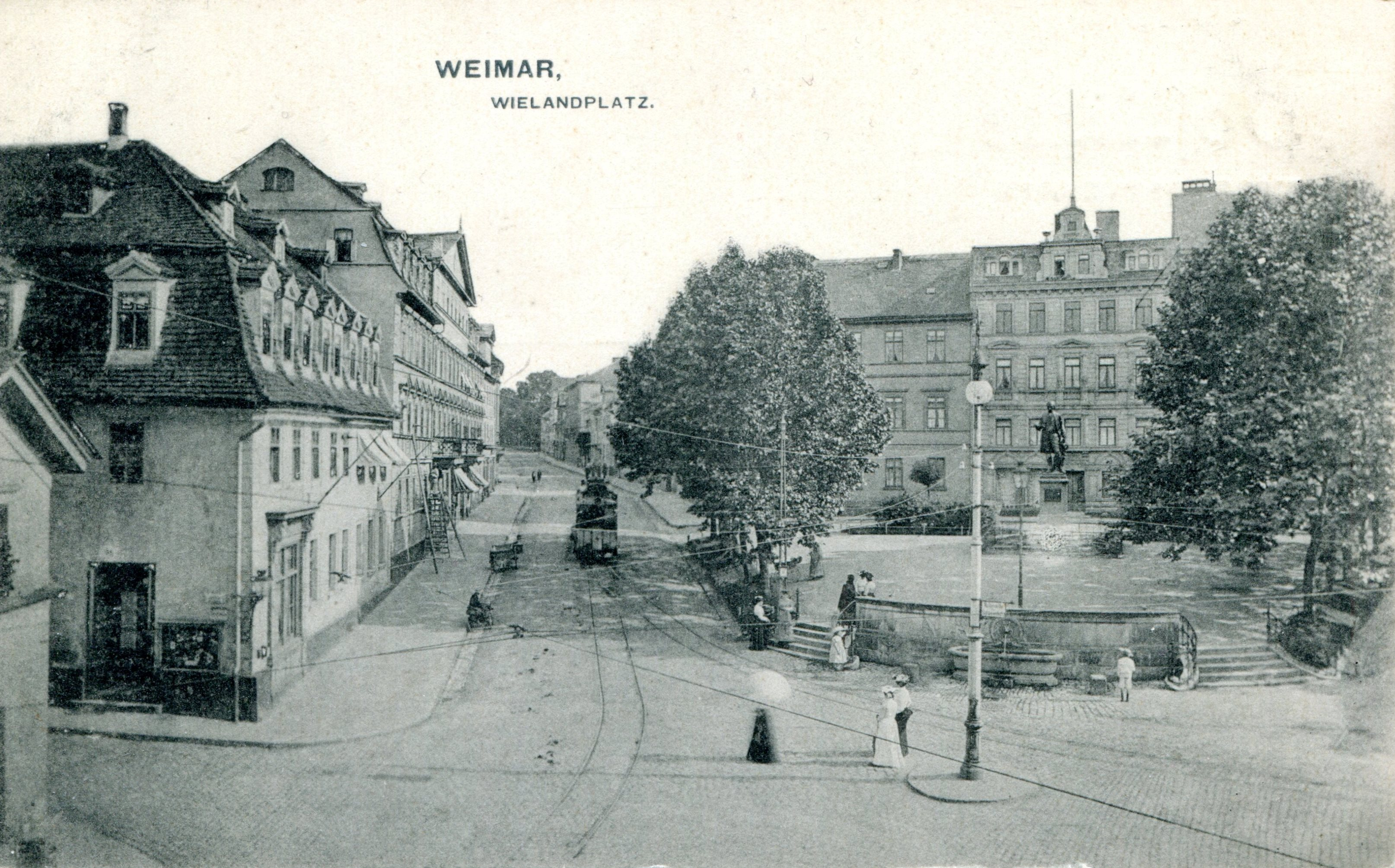
Wielandplatz um 1907
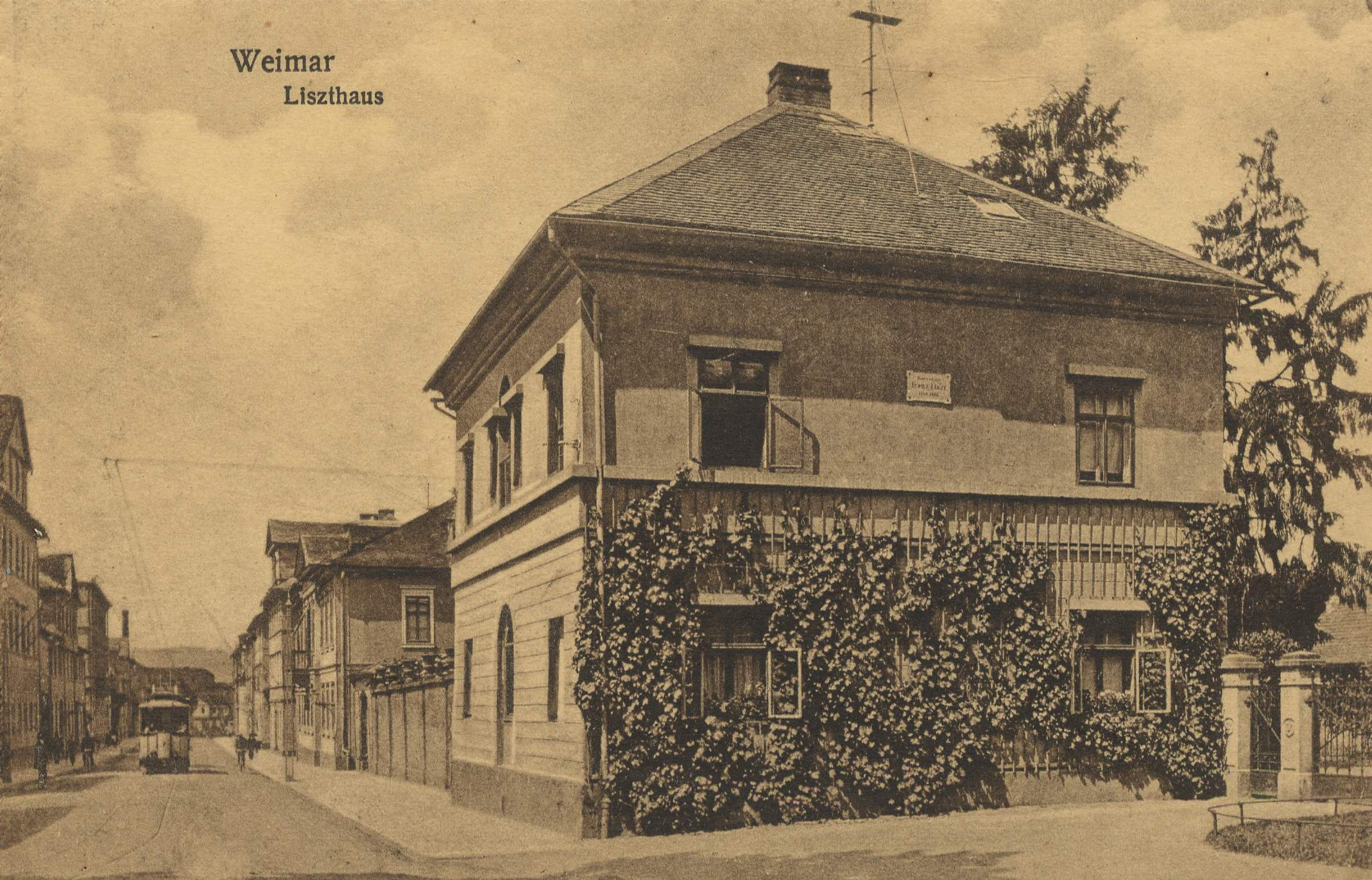
Am Liszt-Haus in Richtung Falkenburg
Schienen vor dem Goethehaus am Frauenplan, um 1904
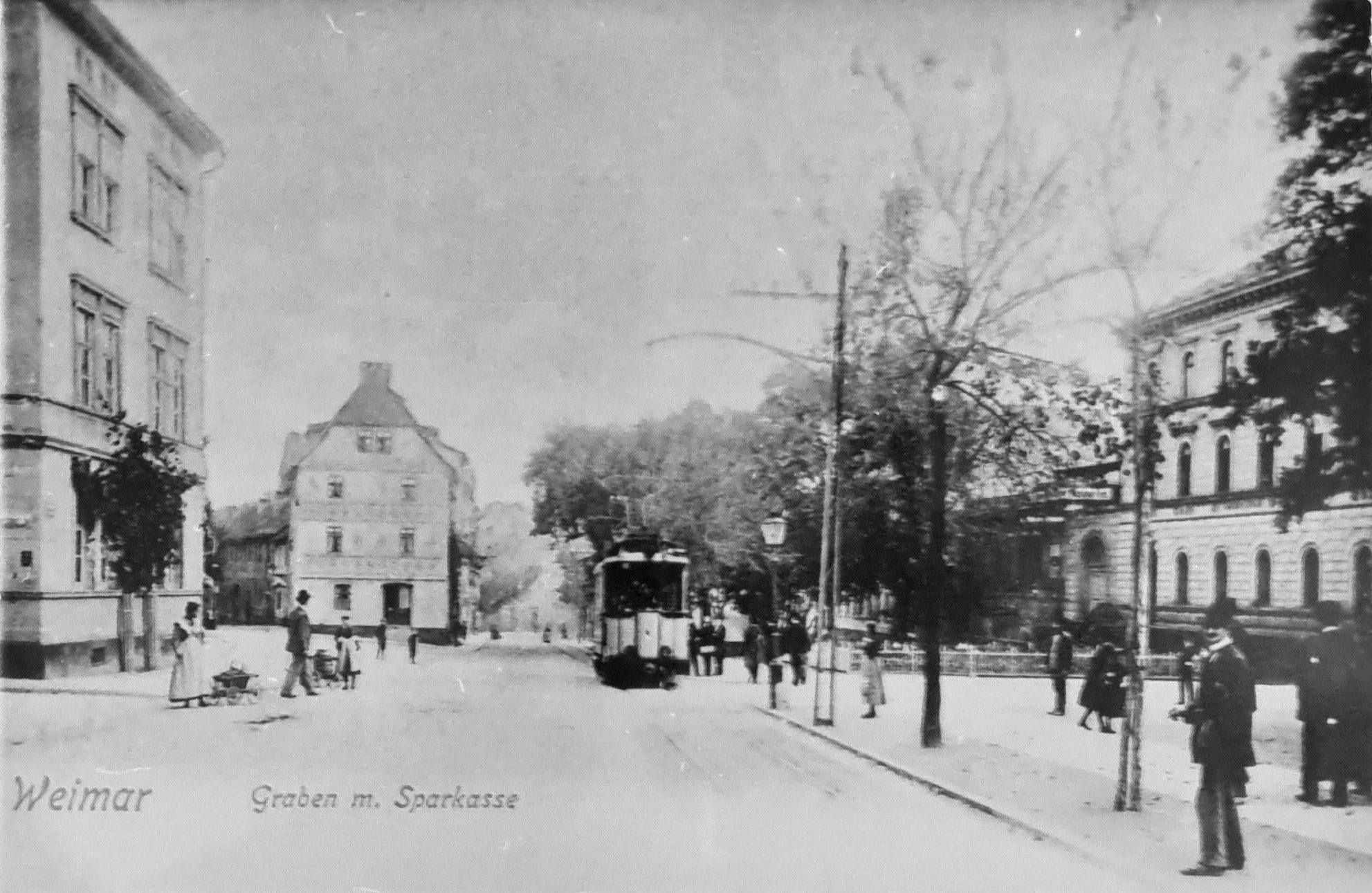
Straßenbahn auf dem oberen Graben vor der Sparkasse um 1905
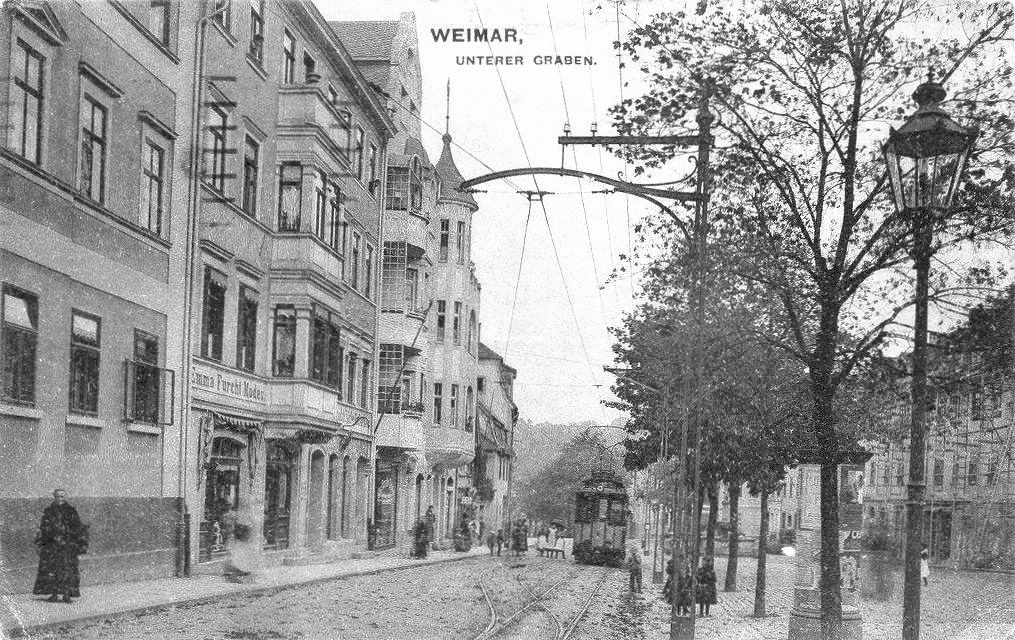
Straßenbahn auf dem unteren Graben um 1900
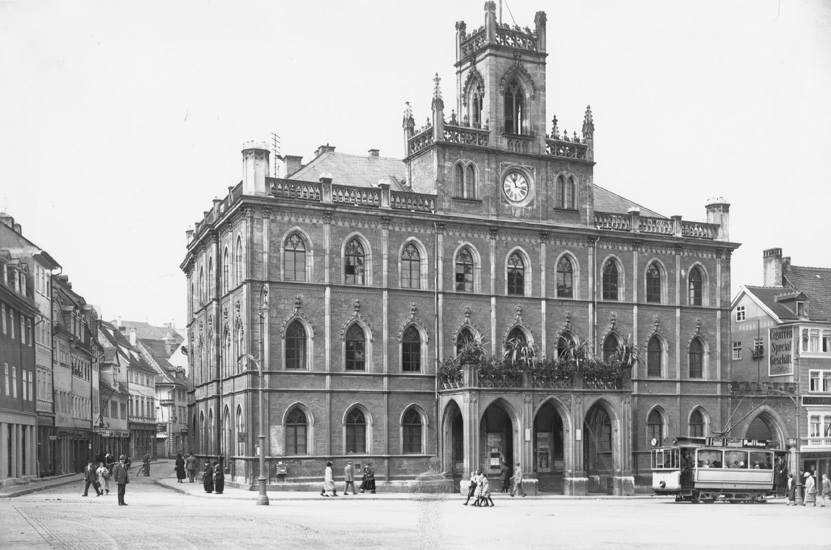
Krefelder Wagen am Rathausmarkt (um 1925)
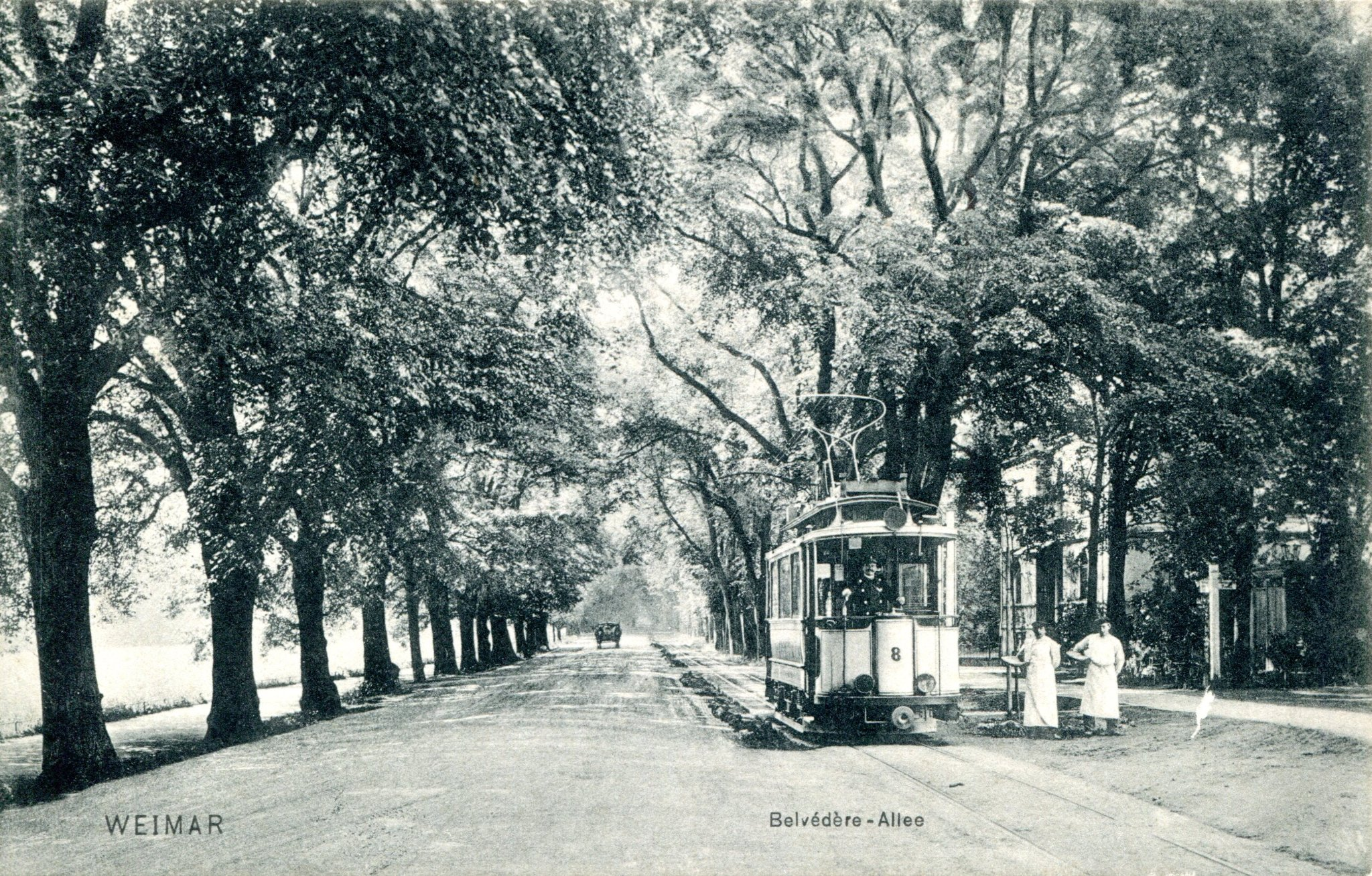
Belvederer Allee von der Falkenburg kommend Richtung Wielandplatz (nach 1899)

## Strecke und Linien

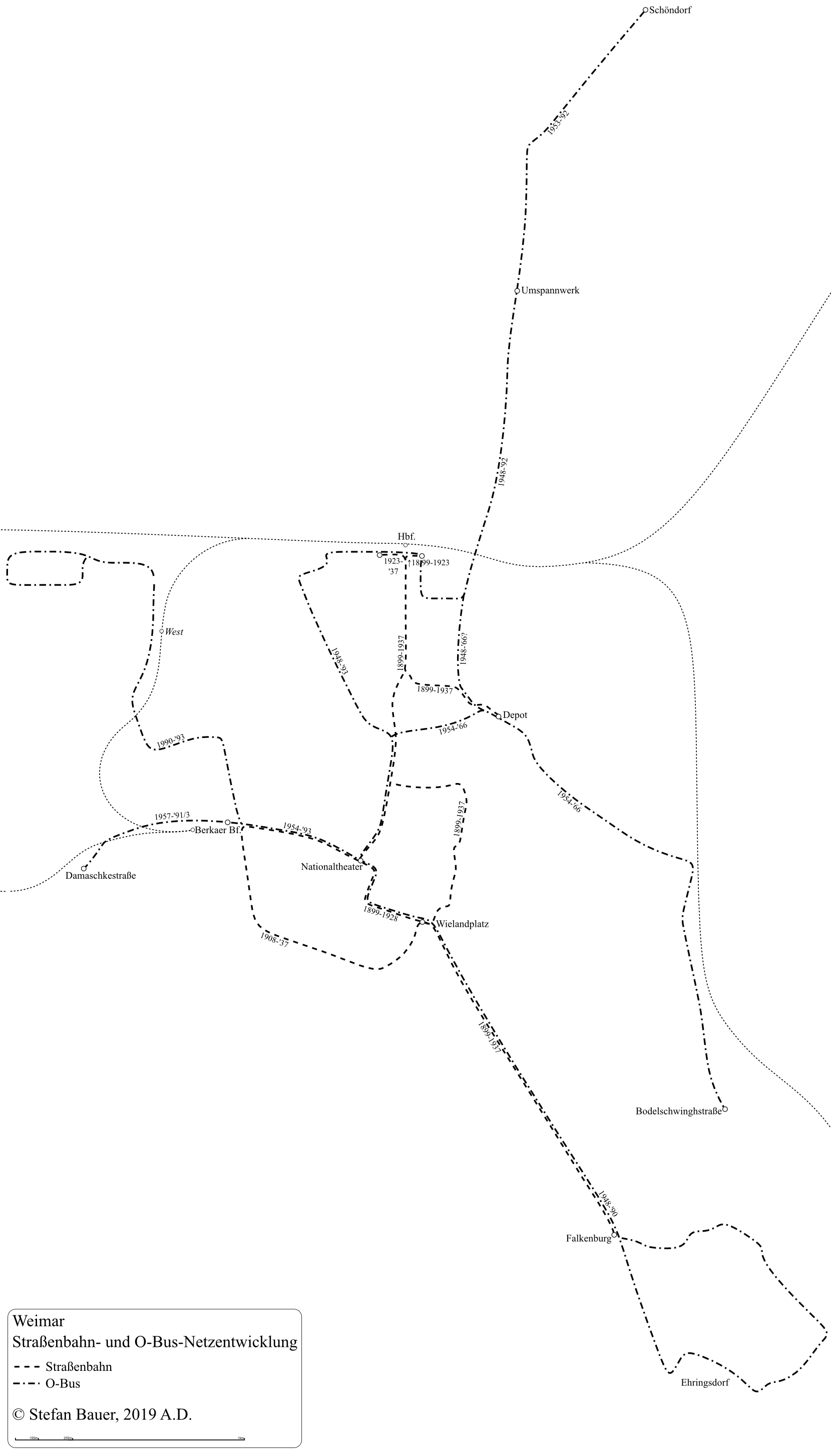
Straßenbahn und O-Busnetz in Weimar im Vergleich

In der Anfangszeit der Straßenbahn wurden die Linien mit den Farben rot, grün, blau und weiß bezeichnet, erst am 31. Dezember 1930 wurden die Liniennummern 1 (vormals rot) und 2 (vormals grün) eingeführt.
1923 wurde die Gleisanlagen vor dem Staatsbahnhof von der östlichen auf die westliche Seite des Bahnhofsvorplatzes verlegt.
Mit dem Bau des Gauforums wurde das Zeitalter der Weimarer Straßenbahn bereits 1937 beendet.

### Rote Linie (Line 1)
Die Rote Linie, auch Hauptlinie oder Falkenburglinie genannt, begann am Staatsbahnhof und verlief durch die Sophienstraße (seit 1991 Carl-August-Allee), über den Museumsplatz (seit 1945 Rathenauplatz), den Asbach-Viadukt (im Bereich des Gau-Forums, seit 2017 Harry-Graf-Kessler-Straße), durch die Bürgerschulstraße (seit 1945 Karl-Liebknecht-Straße), zum Karlsplatz (seit 1945 Goetheplatz), durch die Erfurter Straße, die Seminarstraße (seit 1991 Gropiusstraße), die Kaiserin-Augusta-Straße (seit 1945 Steubenstraße) über den Wielandplatz, durch die Marienstraße und die Belvederer Allee bis zur Falkenburg.
1924 betrug der Fahrpreis auf der Roten Linie, die im 30-Minuten-Takt fuhr, 20 Pfennig. Im Mai 1929 wurde der 7,5-Minuten-Takt eingeführt. 1928 hatte die Rote Linie 16 Haltestellen und eine Länge von 3,25 Kilometern. 1926/1928 wurden die Gleisanlagen fast vollständig erneuert.

### Grüne Linie (Linie 2)
Die Grüne Linie, auch Zweiglinie oder Stadtlinie genannt, begann, wie die „rote Linie“ am Staatsbahnhof und verlief durch die Sophienstraße (seit 1991 Carl-August-Allee), über den Museumsplatz (seit 1945 Rathenauplatz), den Viadukt (Gau-Forum, seit 2017 Harry-Graf-Kessler-Straße), durch die Bürgerschulstraße (seit 1945 Karl-Liebknecht-Straße), zum Karlsplatz (seit 1945 Goetheplatz) und zweigte über den Graben ab und verlief weiter durch die Jakobstraße, den Herderplatz, die Kaufstraße, den Markt, die Frauentorstraße, zum Wielandplatz und mündete wieder in die Hauptlinie ein und verlief durch die Marienstraße und die Belvederer Allee bis zur Falkenburg.
1928 hatte die Grüne Linie 18 Haltestellen und eine Länge von 3,2 Kilometern.

### Blaue Linie (dann Teil der Linie 2)
Die Blaue Linie, auch Südringlinie genannt, wurde am 3. Dezember 1908 landespolizeilich abgenommen und ging am 6. Dezember 1908 in Betrieb, nachdem der Abschnitt Berkaer Bahnhof–Erfurter Tor der Bahnstrecke Weimar–Kranichfeld im Jahr 1908 abgebaut wurde. Die Südringlinie führte vom Sophienstiftsplatz mit der Haltestelle Erfurter Tor am Torhaus in der Erfurter Straße über die Seminarstraße (seit 1991 Gropiusstraße), die Kaiserin-Augusta-Straße (seit 1945 Steubenstraße), die Luisenstraße (seit 1945 Humboldtstraße), die Junkerstraße (seit 1991 Trierer Straße), den Bismarckplatz (seit 1945 August-Bebel-Platz), die Lassenstraße (seit 1991 Trierer Straße) mit Übergang zum Berkaer Bahnhof wieder in die Erfurter Straße. Am Sophienstiftsplatz war nach neuem Fahrplan ein einmaliges Umsteigen ohne Nachzahlung in die Rote Linie gestattet. Mit dem Abbau der Gleise in der Kaiserin-Augusta-Straße (seit 1945 Steubenstraße) im Jahr 1928 wurde diese Linie in die Grüne Linie integriert.

### Weiße Linie (dann Teil der Linie 2)
Als Weiße Linie wurde die Gegenrichtung zur Blauen Linie bezeichnet.

### Theatergleis

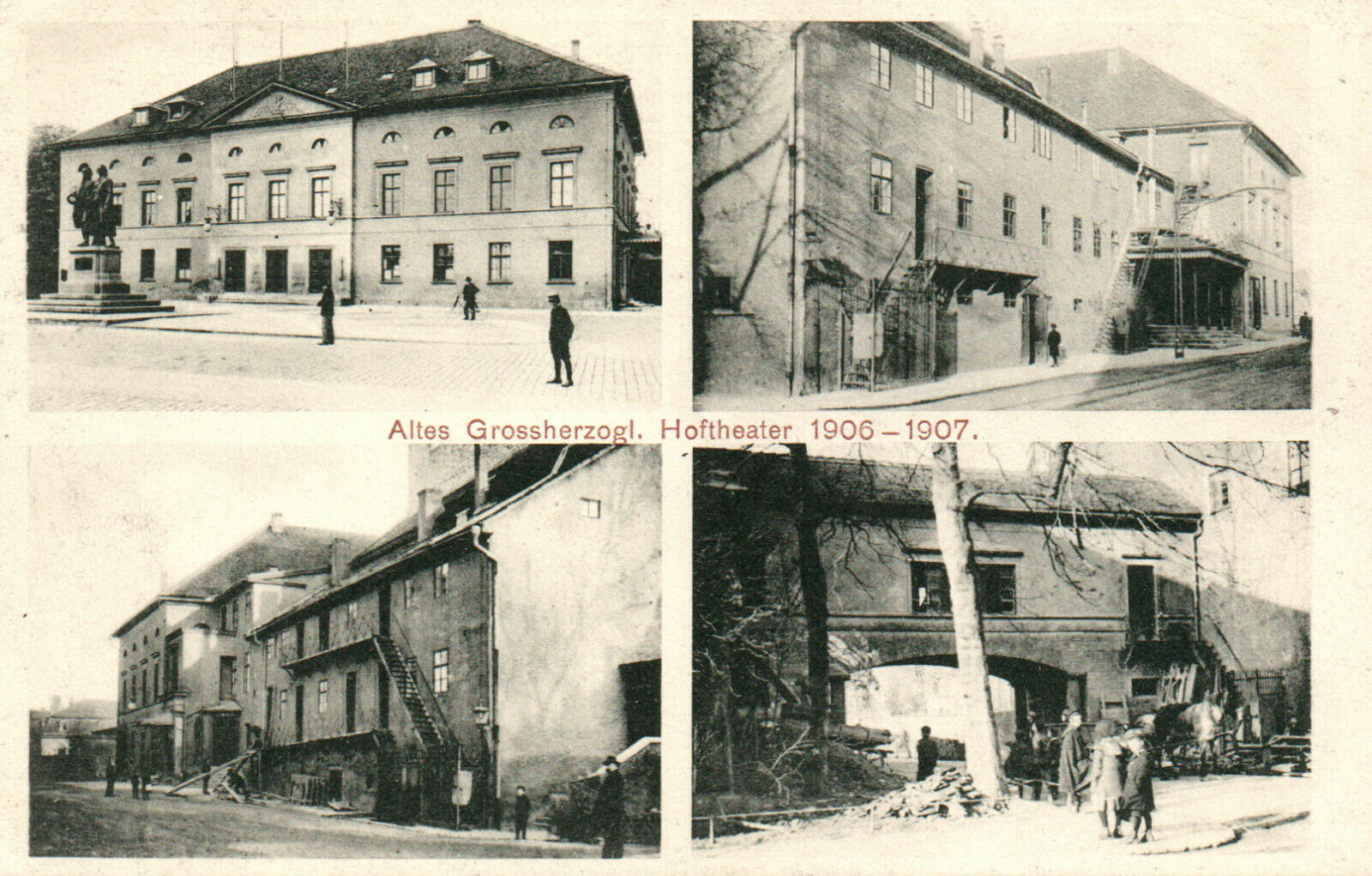
Theatergleis am Hoftheater (Bild rechts oben)

Bis 1906 wurde das Theatergleis auf dem Theaterplatz (seit 1914 Dingelstedtstraße) bei Veranstaltungen im Hoftheater von Theaterwagen genutzt. Mit dem Einverständnis der Stadt wurde das Theatergleis, dass mit dem Abbruch des Hoftheaters 1906 entfernt wurde, nicht wieder hergestellt.

### Werklinie bzw. Betriebsgleis
Das Betriebsgleis führte vom Museumsplatz (seit 1945 Rathenauplatz) über eine Weiche an der Brennerstraße (Oberleitungsrosette an der Brennstraße 2 noch vorhanden) und am städtischen Krankenhaus Luisenstift (heute Polizeiinspektion Weimar) am Asbach vorbei zum Depot Am Kirschberg.

## Fahrzeuge
Am 4. Juni 1899 ging die Straßenbahn mit acht Triebwagen in Betrieb, die jeweils 18 Sitzplätze und 12 Stehplätze aufwiesen. Die Sitzplätze waren längs ausgerichtet. Die Triebwagen hatten einen Achsstand von nur 1,70 m und seitlich befanden sich drei Fenster, von denen das mittlere Fenster breiter als die beiden äußeren war. Die Plattformen waren offen. Als Stromabnehmer dienten Lyrabügel.

Die Wagen wurden von Van der Zypen & Charlier in Köln-Deutz mit technischer Ausrüstung von Siemens-Halske produziert.
Diese Wagen wurden 1925 mit Inbetriebnahme der gebrauchten Wagen der Straßenbahn Krefeld ausgemustert.

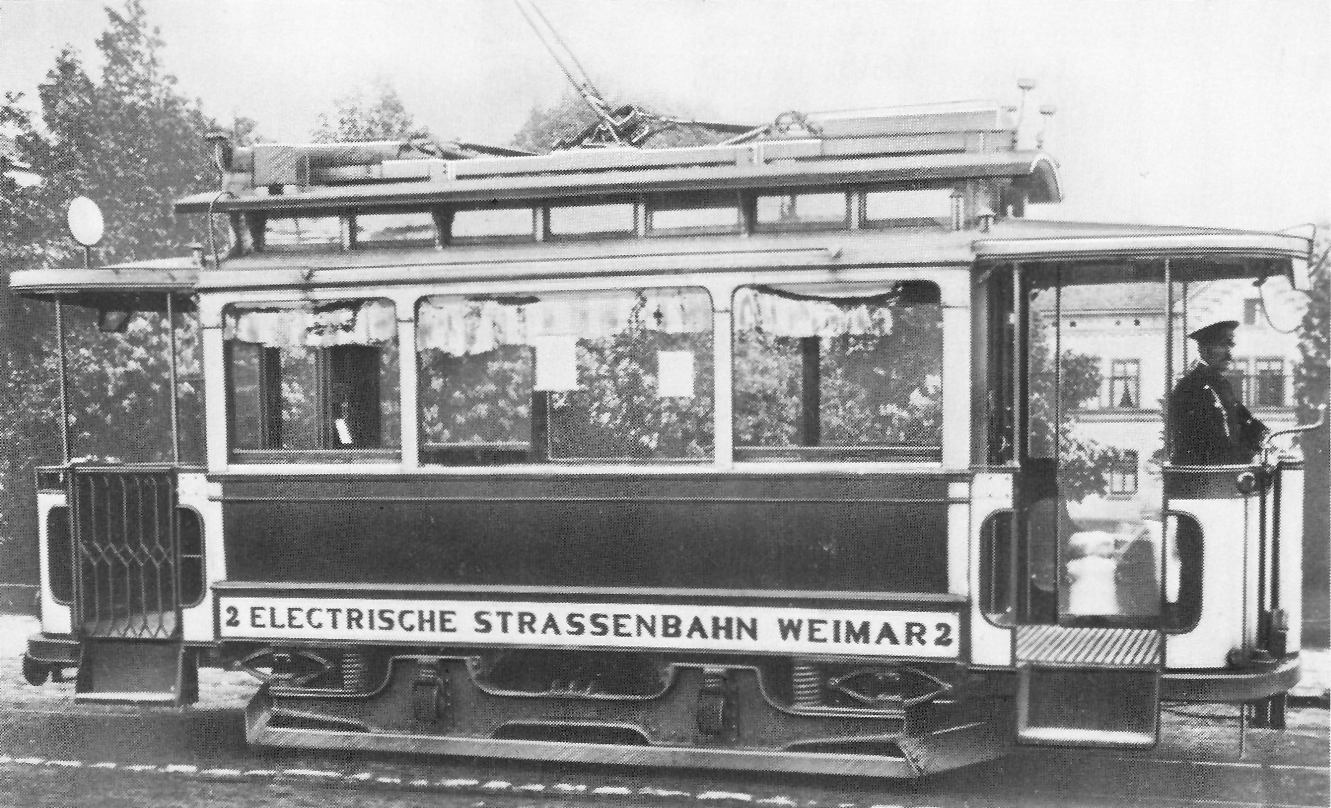
Erste Generation Triebwagen der Straßenbahn Weimar, Triebwagen 2, Baujahr 1899

Des Weiteren waren ein Spezialfahrzeug zum Reinigen und Schmieren der Schienen und Weichen (der Ritzenschieber) und ein Turmwagen im Fahrzeugbestand.
Die Siemens Elektrische Betriebe AG der Stadt Weimar informierte im September 1905 über die Anschaffung und Inbetriebnahme einer Anzahl neuer Wagen zu Beginn des Jahres 1906. Diese waren zur Verkürzung der Wagenfolge und für Erweiterung der Südringline vorgesehen. Die Triebwagen 9 und 10 wurden 1909 gebaut.

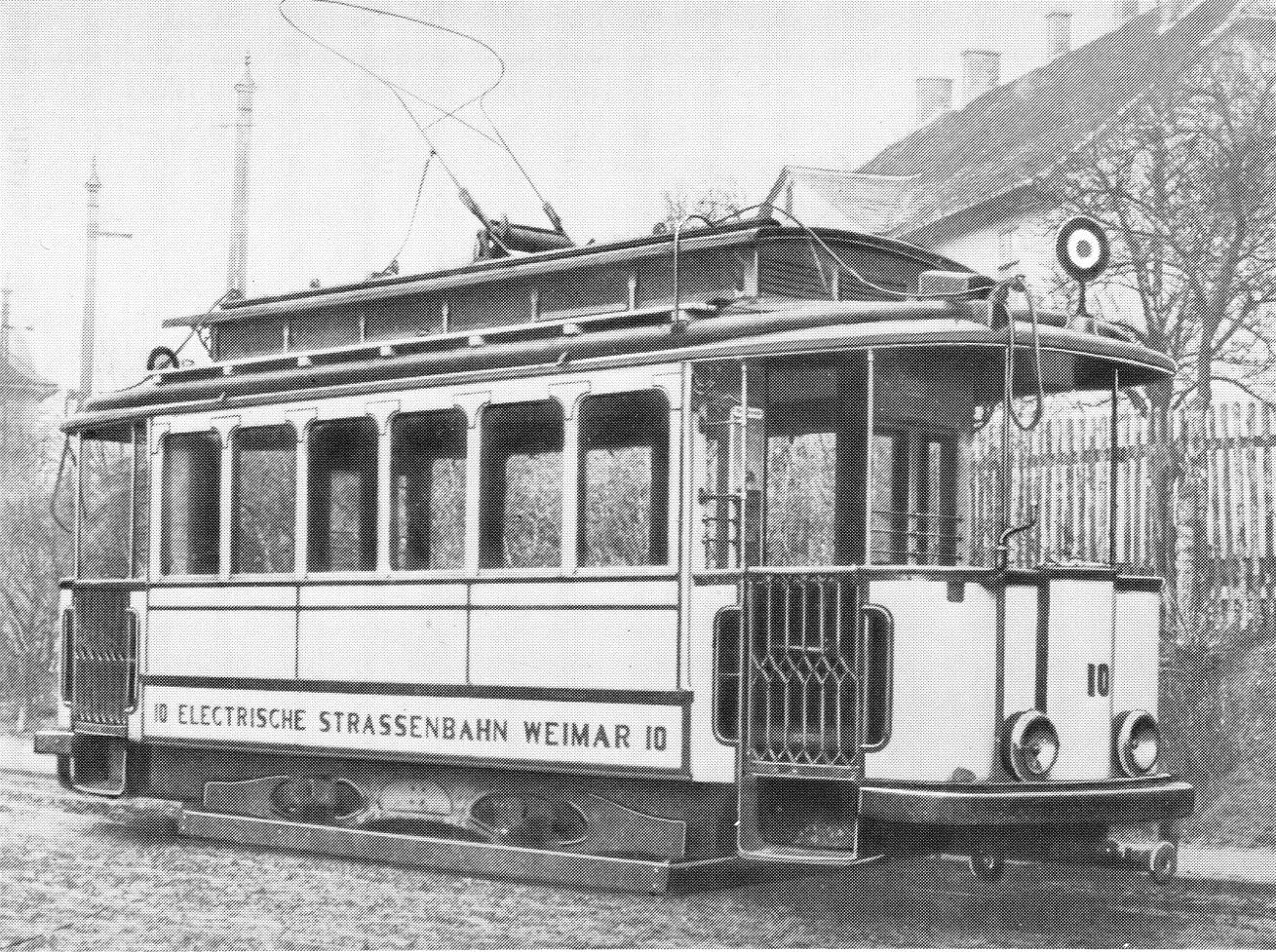
Zweite Generation Triebwagen 10 der Straßenbahn Weimar, Baujahr 1909

Im Januar 1925 wurden acht 1900 in Köln gebaute Gebrauchtwagen aus Krefeld (20 Sitzplätze, 12 Stehplätze, ehemalige Nummern 208, 212, 214, 216, 202, 205, 213 und 218), in Betrieb genommen. Bei diesen fanden, erstmals in Weimar, Fahrtrichtungsschilder Verwendung. Die elektrische Ausrüstung wurde von AEG zugeliefert.

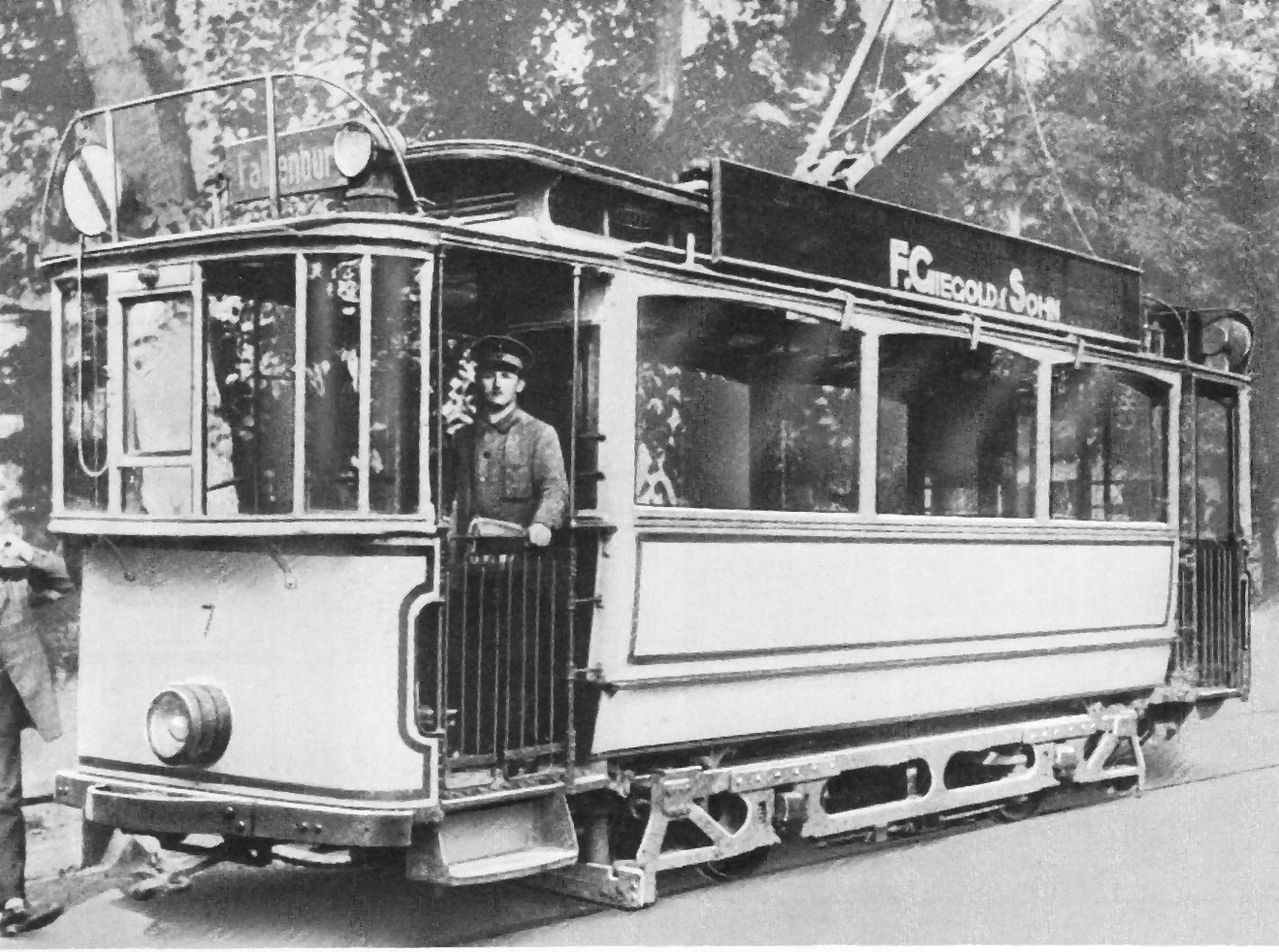
Strassenbahn Weimar, Krefeld-Wagen der Straßenbahn Krefeld von 1925 bis 1930 in Weimar in Betrieb

1929 und 1930 wurden zehn, davon sechs 1926 und vier 1928 in der Waggonfabrik Weimar gebauten und von Siemens-Schuckert elektrisch ausgerüsteten Triebwagen (12 Sitzplätze, 21 Stehplätze) in Betrieb genommen. Die Wagen waren wegen der Herstellung in der Region als „Thüringer Wagentyp“ bezeichnet

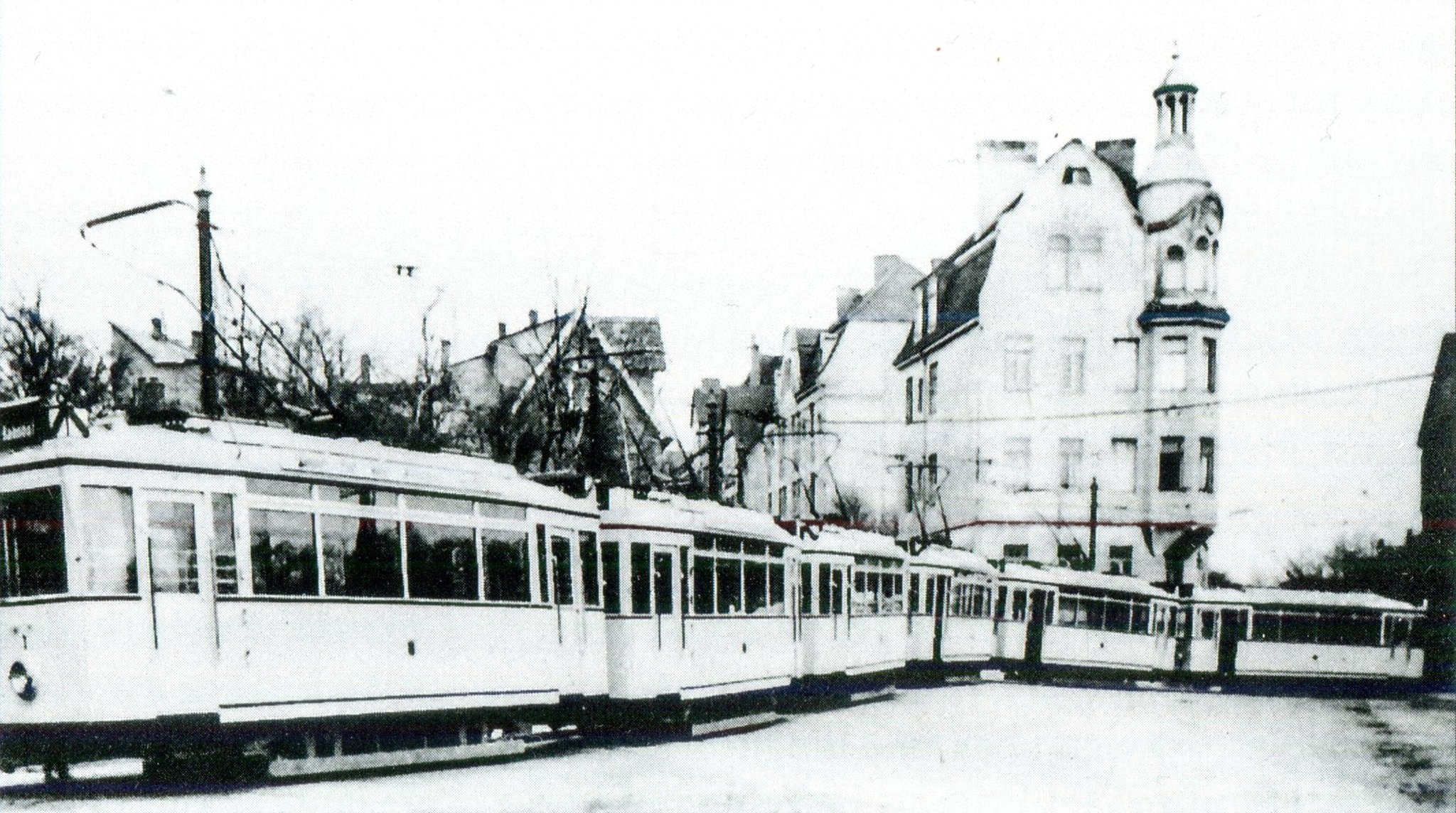
Parade der Triebwagen 1 bis 6 vor der Wagenhalle des Straßenbahndepots Am Kirschberg 4 in Weimar im Jahr 1926

Nach Einstellung des Straßenbahnbetriebes in Weimar am 30. Juni 1937 erwarb die Stadt Jena im September 1937 die Weimarer Triebwagen für insgesamt 181.853 Mark sowie Schienen und Ausrüstung. Sechs Fahrzeuge (Beiwagen Jena Nr. 43–48) wurden in Jena gleich zu Beiwagen umgebaut. Vier (Triebwagen Jena Nr. 11, 12, 14, 15) wurden nach Anpassungen als Triebwagen eingesetzt, 1963/1964 aber ebenfalls zu Beiwagen umgebaut. Die gesamte Serie (zuletzt Jenaer Nr. 204–212) wurde in Jena zwischen 1972 und 1975 abgestellt.
Beiwagen waren in Weimar nicht in Betrieb.
Tabelle mit dem Verbleib der Weimarer Wagen
| Letzte Nr. in Weimar | Jena (1937/38) | Jena (1960)   | Jena (1964) | ausgemustert |
| -------------------- | -------------- | ------------- | ----------- | ------------ |
| 1                    | Bw 43          | -             | 204         | 1972         |
| 2                    | Bw 44          | -             | 205         | 1972         |
| 3                    | Bw 45          | -             | 206         | 1975         |
| 4                    | Bw 46          | -             | 207         | 1972         |
| 5                    | Bw 47          | -             | 208         | 1972         |
| 6                    | Bw 48          | 1945 zerstört | -           | 1945         |
| 7                    | Tw 11          | Tw 33         | Bw 210      | 1974         |
| 8                    | Tw 12          | Tw 34         | Bw 211      | 1973         |
| 9                    | Tw 14          | Tw 35         | Bw 212      | 1974         |
| 10                   | Tw 15          | Tw 36         | Bw 209      | 1974         |

Tw = Triebwagen / Bw = Beiwagen

## Straßenbahnbau in Weimar

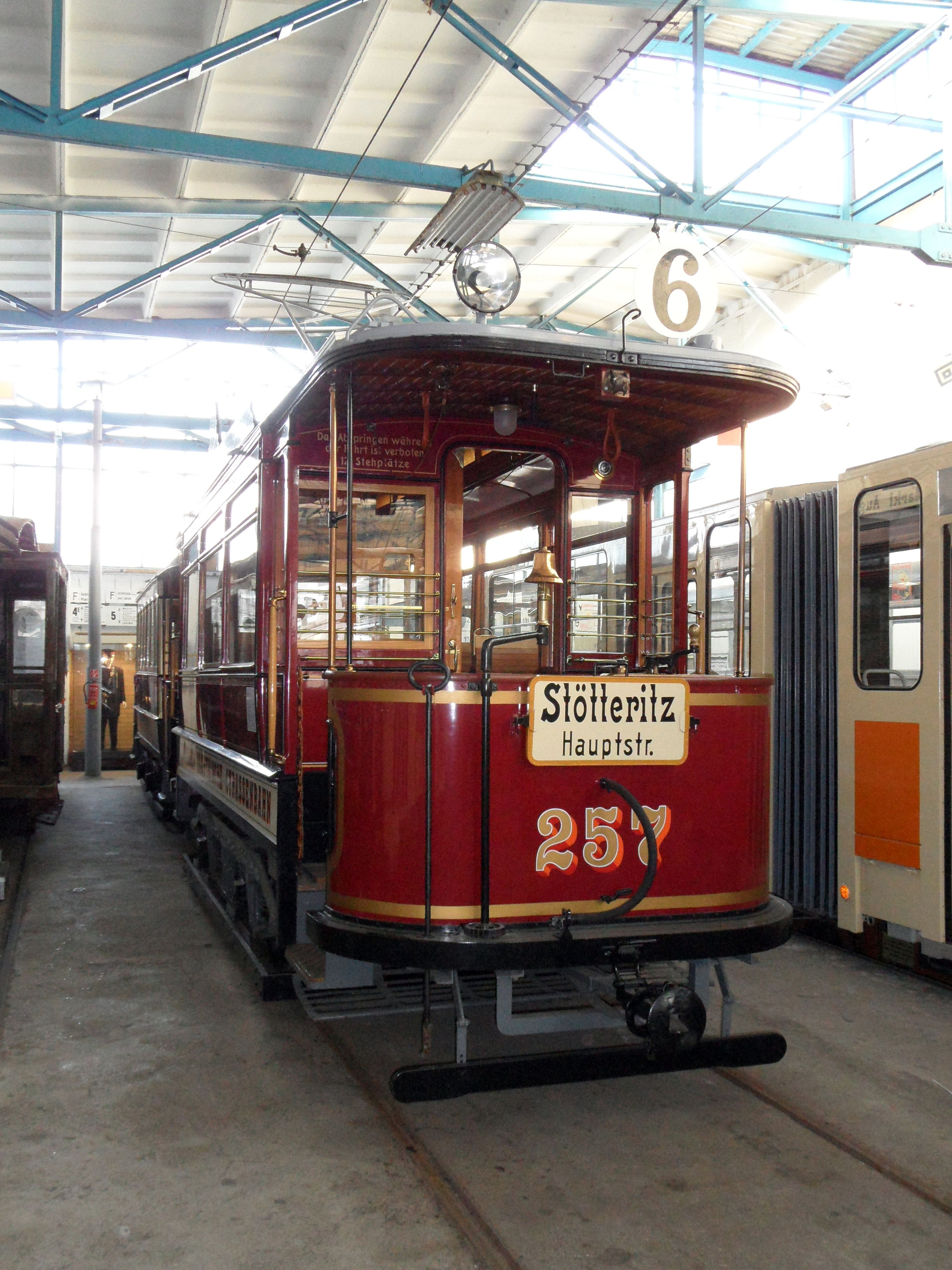
Historischer Straßenbahnwagen 257 im Straßenbahnmuseum Leipzig (2010) produziert im Jahr 1911 in Weimar

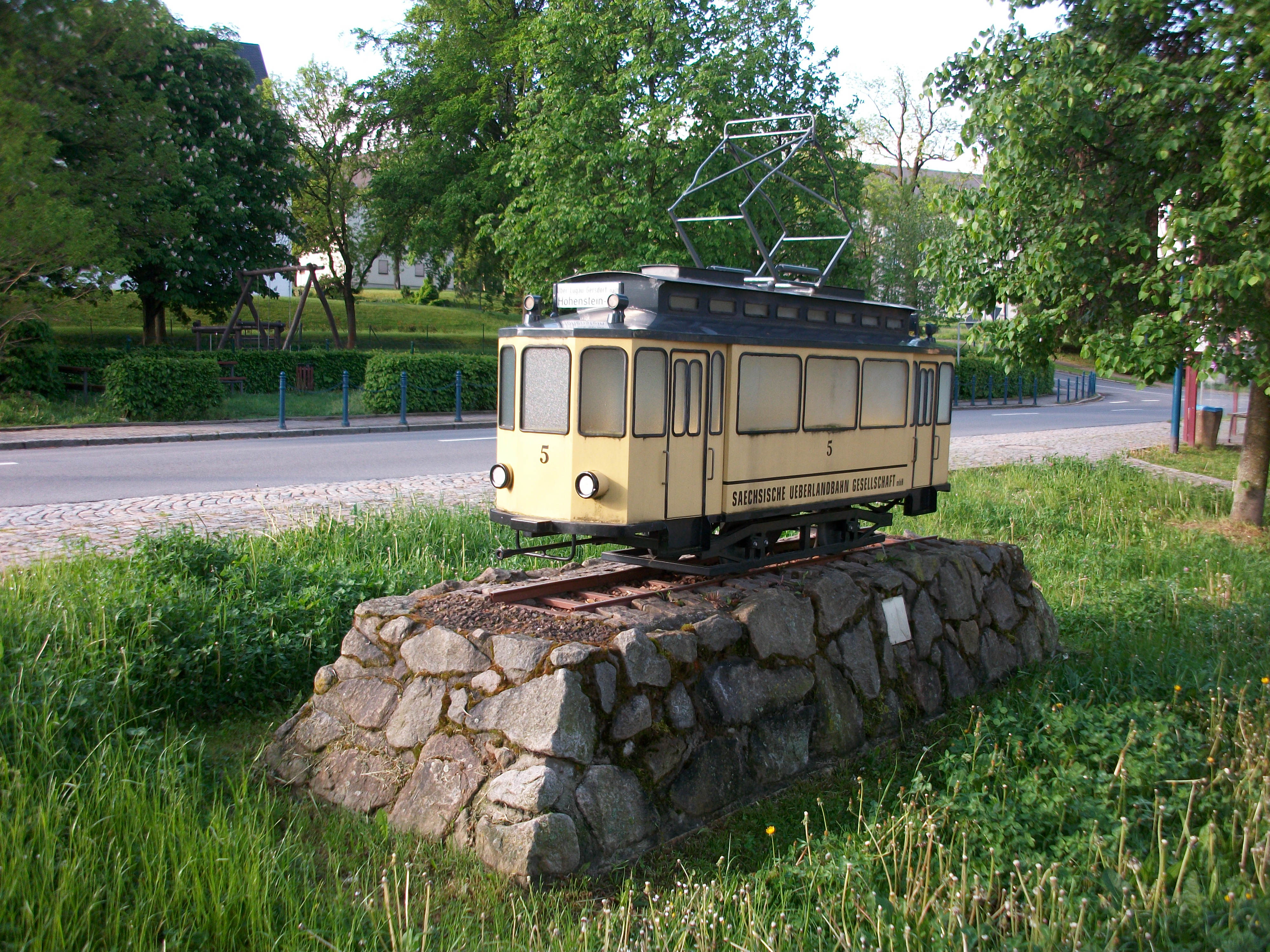
Modell der Straßenbahn Hohenstein-Ernstthal–Oelsnitz vor dem Rathaus Oelsnitz (2017), das Original wurde in Weimar gebaut

Auf dem Weimarer Industriegelände (später Weimar-Werk) nordöstlich des Hauptbahnhofs Weimar war von 1898 bis in die 1940er Jahre eines der überregional bekannten und arbeitsplatzreichsten Industrie-Großunternehmen zur Produktion von Eisenbahnwaggons und Straßenbahnen unter verschiedenen Firmennamen beheimatet.

### Waggonfabrik Weimar AG (1898–1901)
Die Waggonfabrik Weimar AG baute seit 1898 die erste Straßenbahnwagen.

### Actiengesellschaft für Eisenbahn- und Militärbedarf Weimar (1901–1918)
Die Actiengesellschaft für Eisenbahn- und Militärbedarf Weimar produzierte Straßenbahnwagen u. a. für die Straßenbahn Leipzig, die Saechsische Ueberlandbahngesellschaft m.b.H., die Deutsche Eisenbahngesellschaft Frankfurt am Main und die Straßenbahn Mülheim an der Ruhr.
Ein Triebwagen Nr. 257, Baujahr 1911, ist im Straßenbahnmuseum Leipzig als historisches Fahrzeug erhalten. Der Wagen war als Arbeitstriebwagen 18II bei der Straßenbahn Eisenach im Einsatz und wurde für das Straßenbahnmuseum Leipzig aufgearbeitet und umgespurt. Für die Streckenerweiterungen in Leipzig ab 1909 und eine Verdichtung des Fahrplans wurden die Triebwagen beschafft. Die AG für Eisenbahn- und Militärbedarf Weimar lieferte 1911 die Wagen 226 bis 265.

Straßenbahnbau der Actiengesellschaft für Eisenbahn- und Militärbedarf Weimar
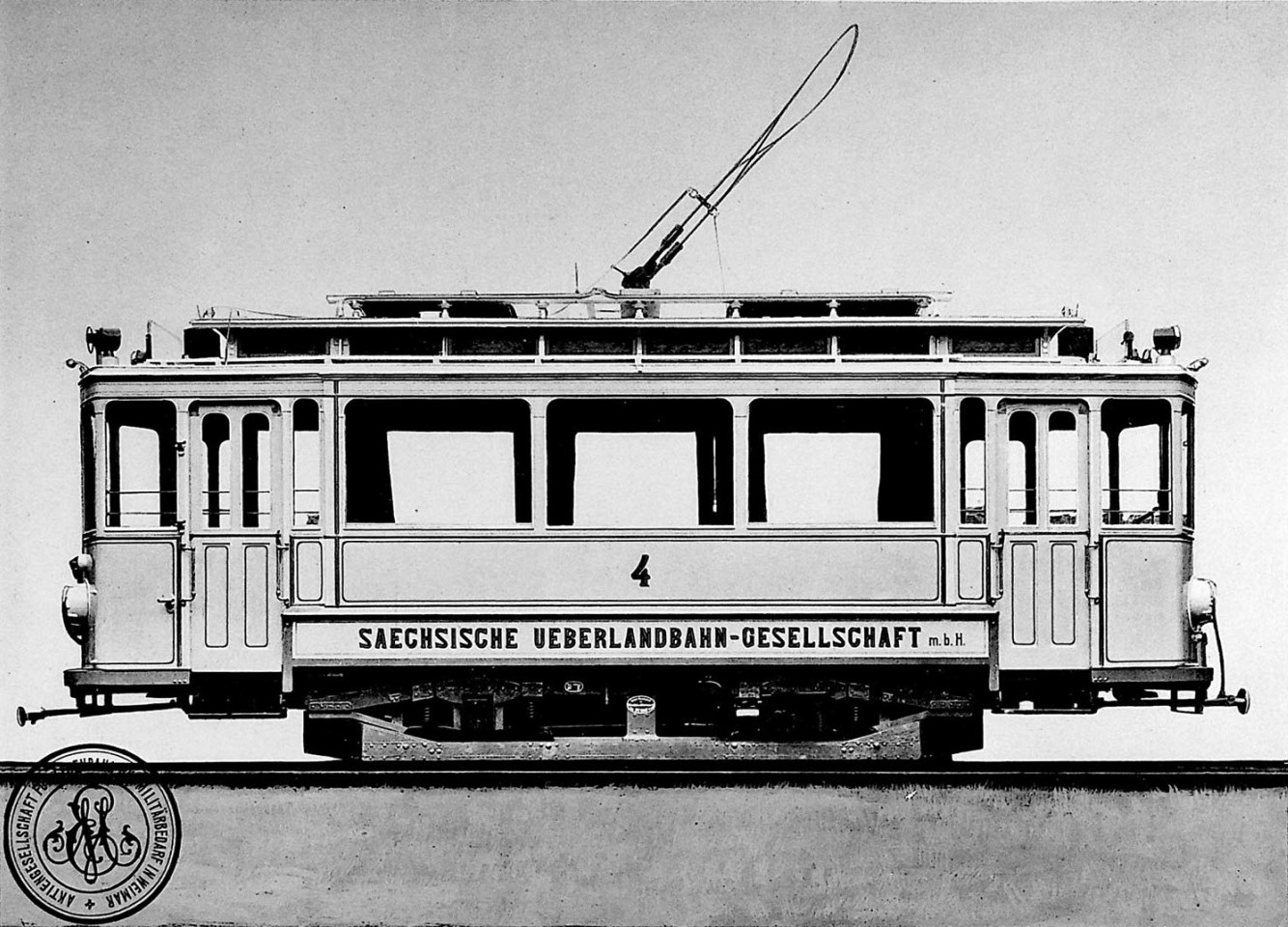
Seite aus dem Produktkatalog der Aktiengesellschaft für Eisenbahn- und Militärbedarf Weimar mit Straßenbahn für die Sächsische Überlandbahn GmbH
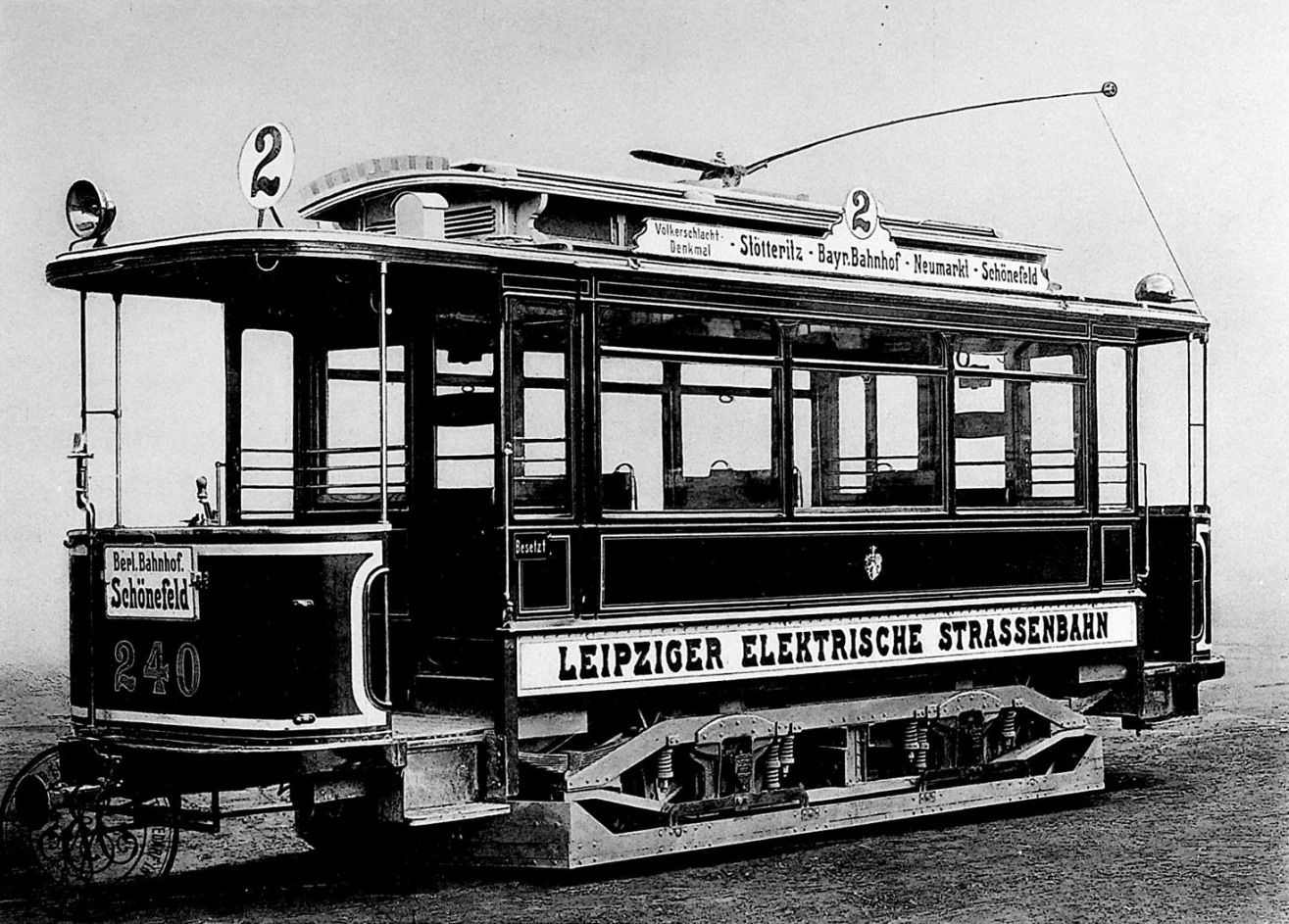
Aktiengesellschaft für Eisenbahn- und Militärbedarf Weimar – Leipziger Elektrische Straßenbahn (Wagen, wie historisches Fahrzeug 257 im Straßenbahnmuseum Leipzig)

### Aktiengesellschaft für Eisenbahnbedarf Weimar (1918–1921)
In der A.G. für Eisenbahnbedarf Weimar wurden u. a. auch Straßenbahnwagen produziert.

### Waggon- und Maschinenfabrik Aktiengesellschaft vormals Busch Bautzen / Weimar (1921–1928)
In der Waggon- und Maschinenfabrik A. G., Werk Weimar wurden Straßenbahnwagen produziert. Hier wurde die letzte Generation der Weimarer Straßenbahnwagen produziert.

## Relikte und Rezeption heute

### Relikte

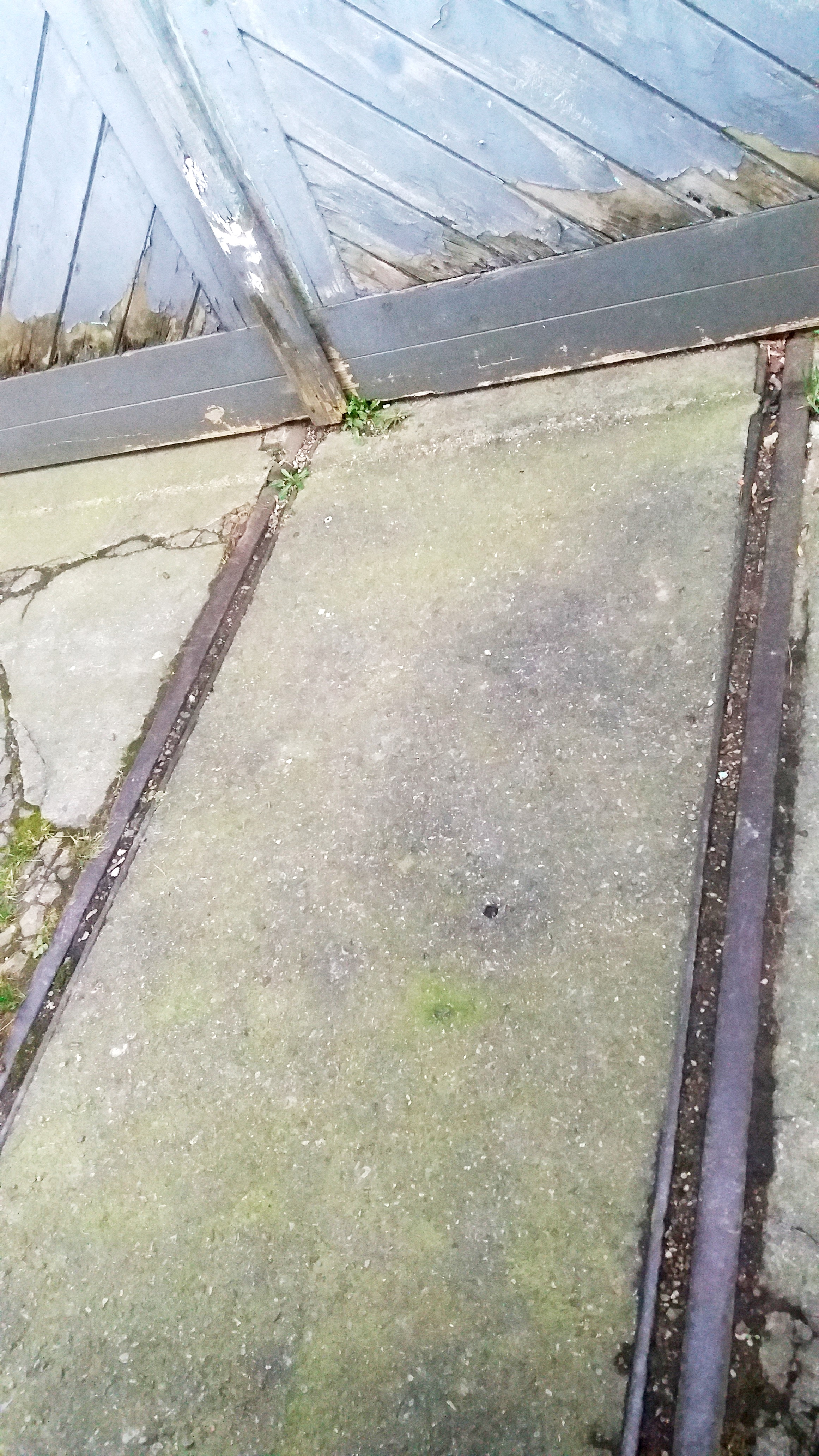
Gleisreste vor dem Straßenbahndepot, Am Kirschberg 4

Das Straßenbahndepot Am Kirschberg 4 ist bis heute mit Gleisresten erhalten, des Weiteren Oberleitungsrosetten an den Gebäuden Markt 2, Marienstraße 17A, Brennerstraße 2, Rathenauplatz 3 und 4 und Steubenstraße 8. Zudem ist bis heute eine Transformatorenstation, die die Spannung der elektrischen Energie umwandeln, um sie für die Straßenbahn zu nutzen an der Endstation der Straßenbahn an der Falkenburg (Belvederer Allee 26) vorhanden. Hierfür gab es Planungen mit Wartehalle. An der Stelle der realisierten Wartehalle der Straßenbahn befindet sich heute der Kiosk Falkenburg.

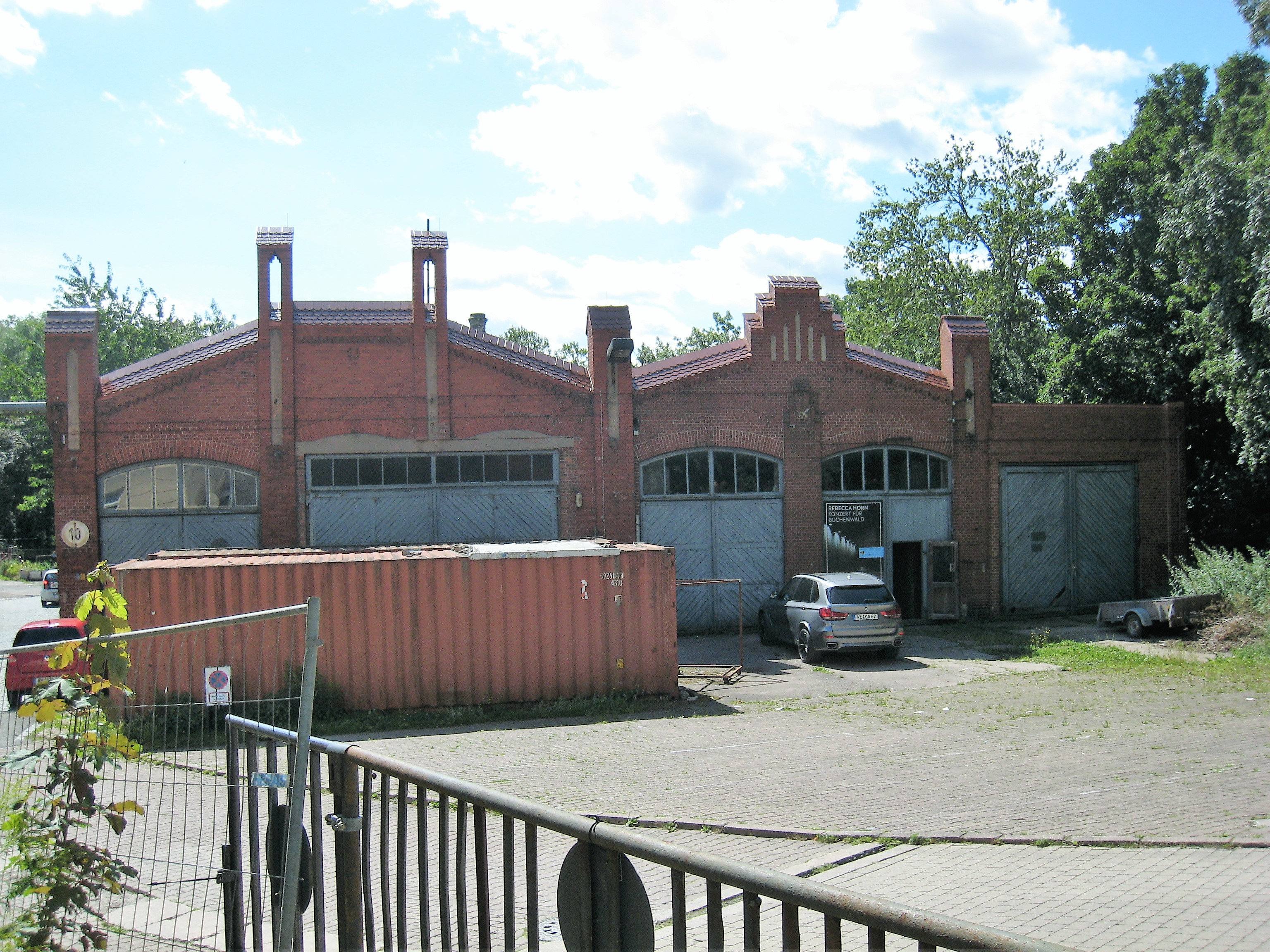
Straßenbahndepot Weimar, Am Kirschberg 4, 99423 Weimar
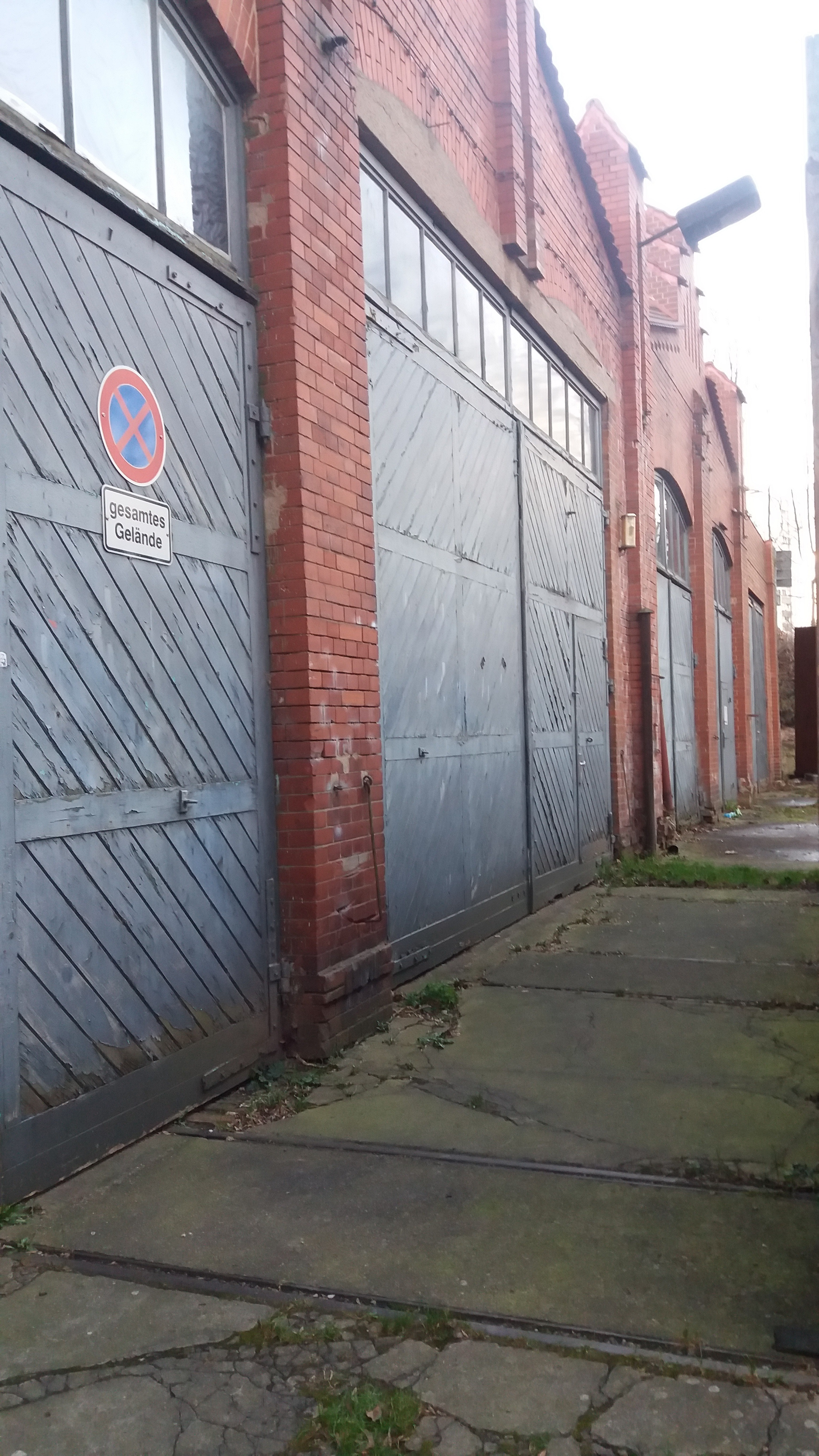
Straßenbahndepot Weimar, Am Kirschberg 4, 99423 Weimar
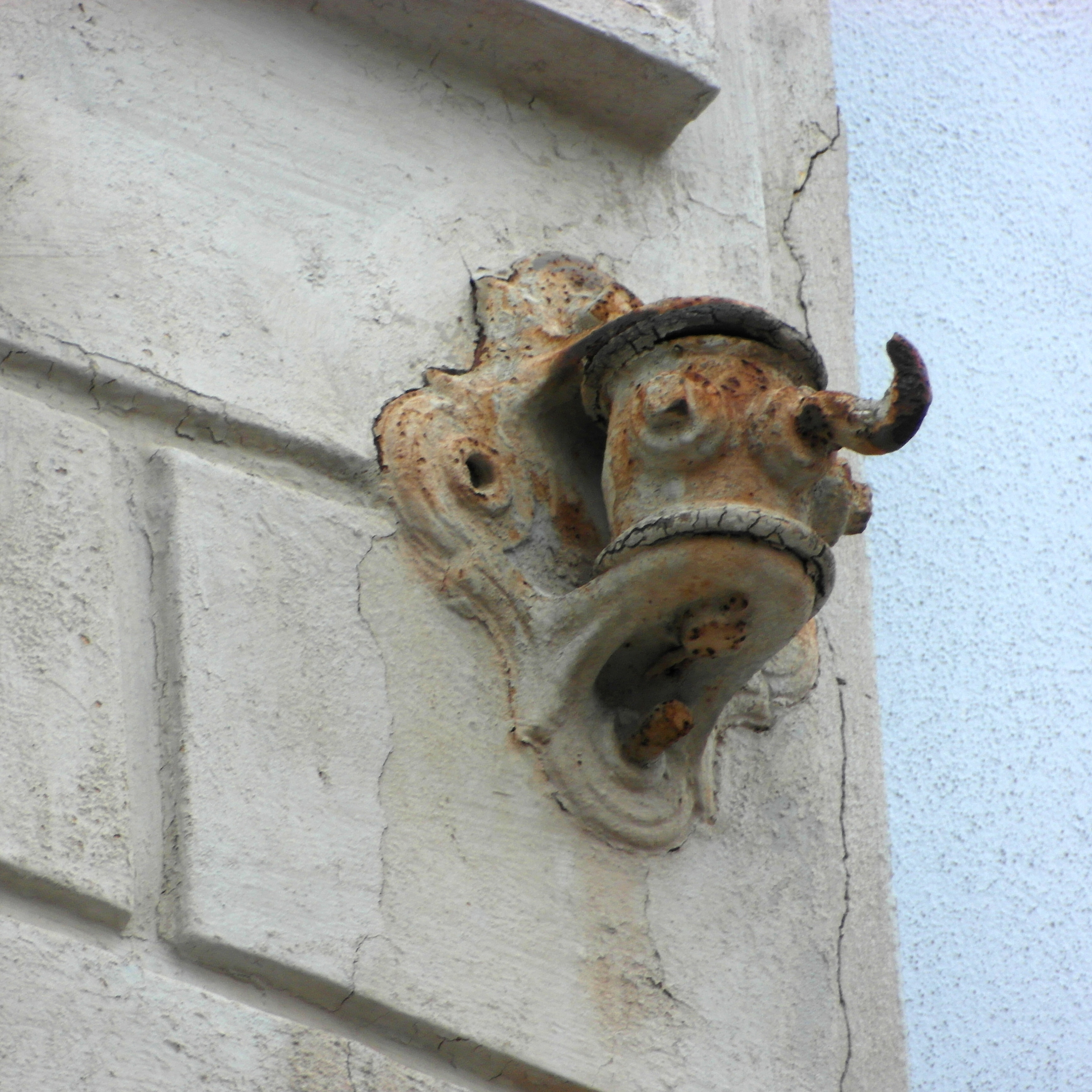
Oberleitungsrosette am Haus Markt 2
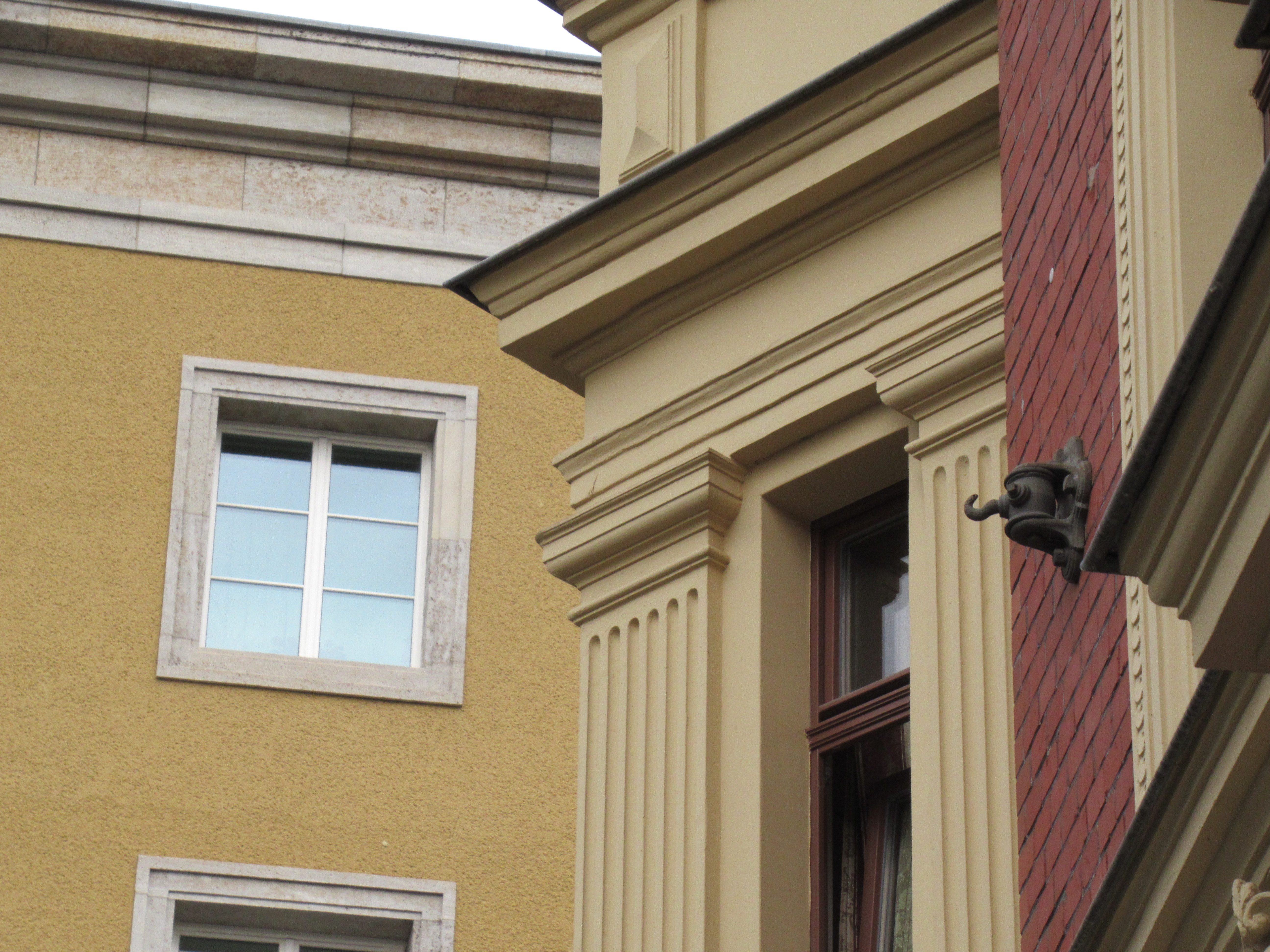
Oberleitungsrosette Brennerstraße 2, im Hintergrund das Gauforum in Weimar, dessen Bau die Ära der Straßenbahn in Weimar beendete
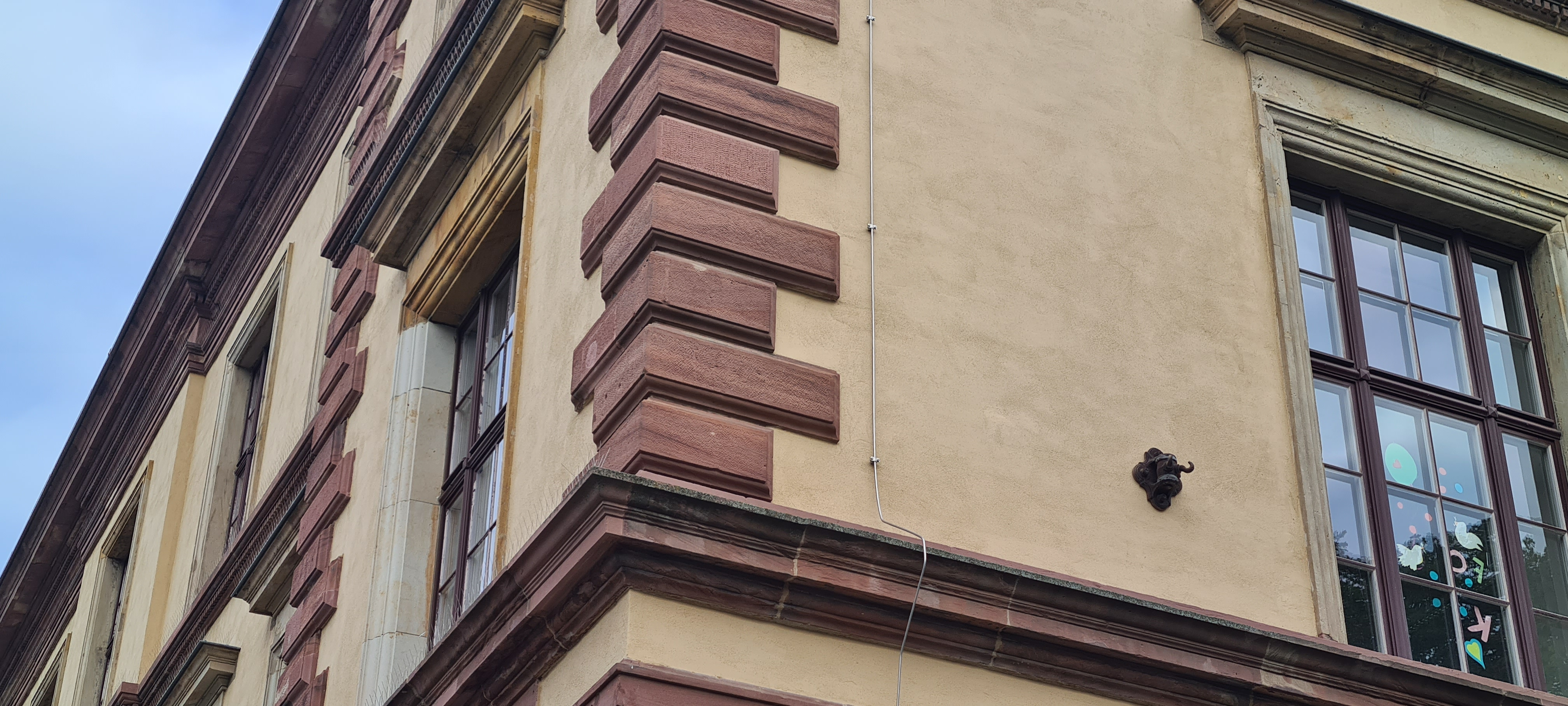
Oberleitungsrosette Rathenauplatz 3 in Weimar (Betriebsgleis Richtung Straßenbahndepot)

Auf dem Weimarer Stadtgebiet befinden sich heute einige historische Straßenbahnwagen, jedoch nicht aus Weimar.

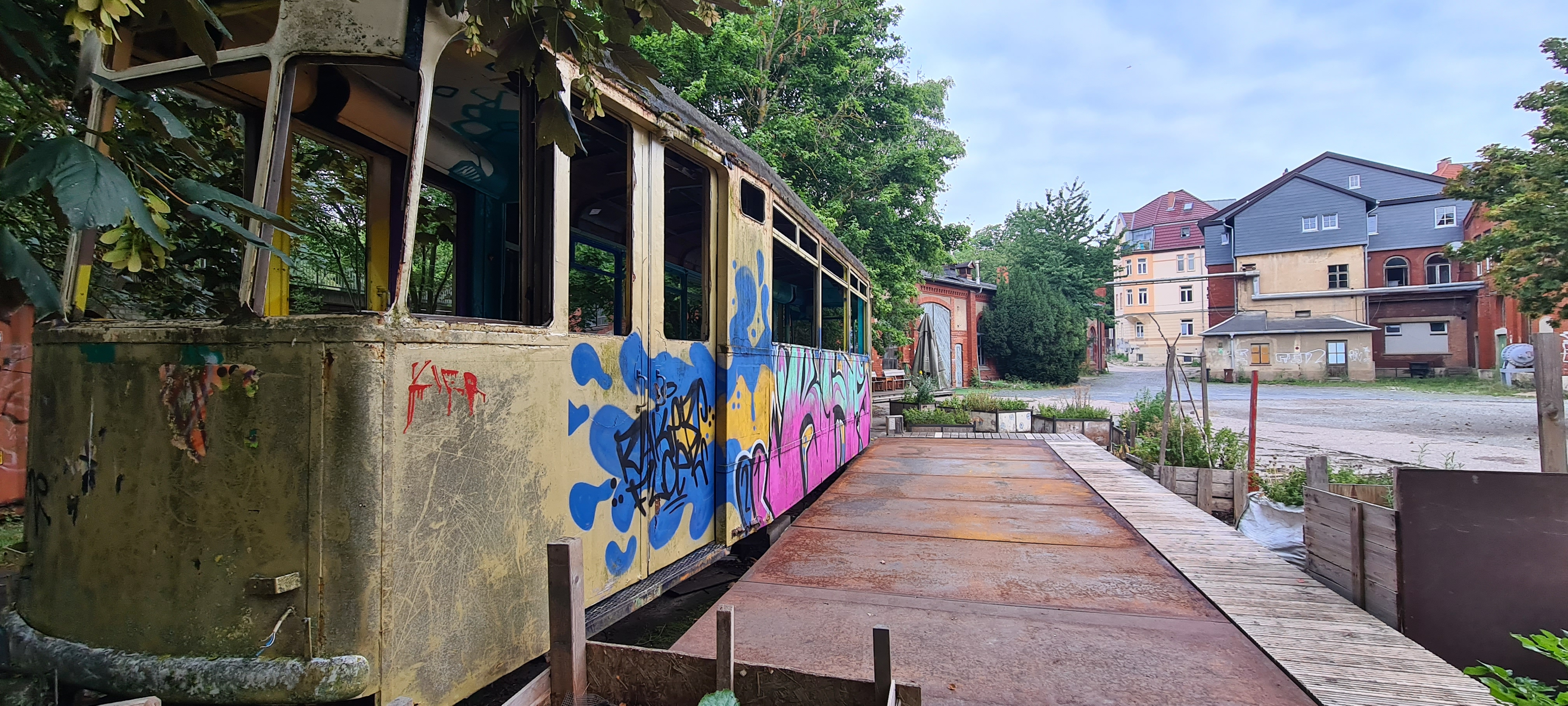
Gotha-Beiwagen aus Jena am Straßenbahndepot in Weimar (2022)
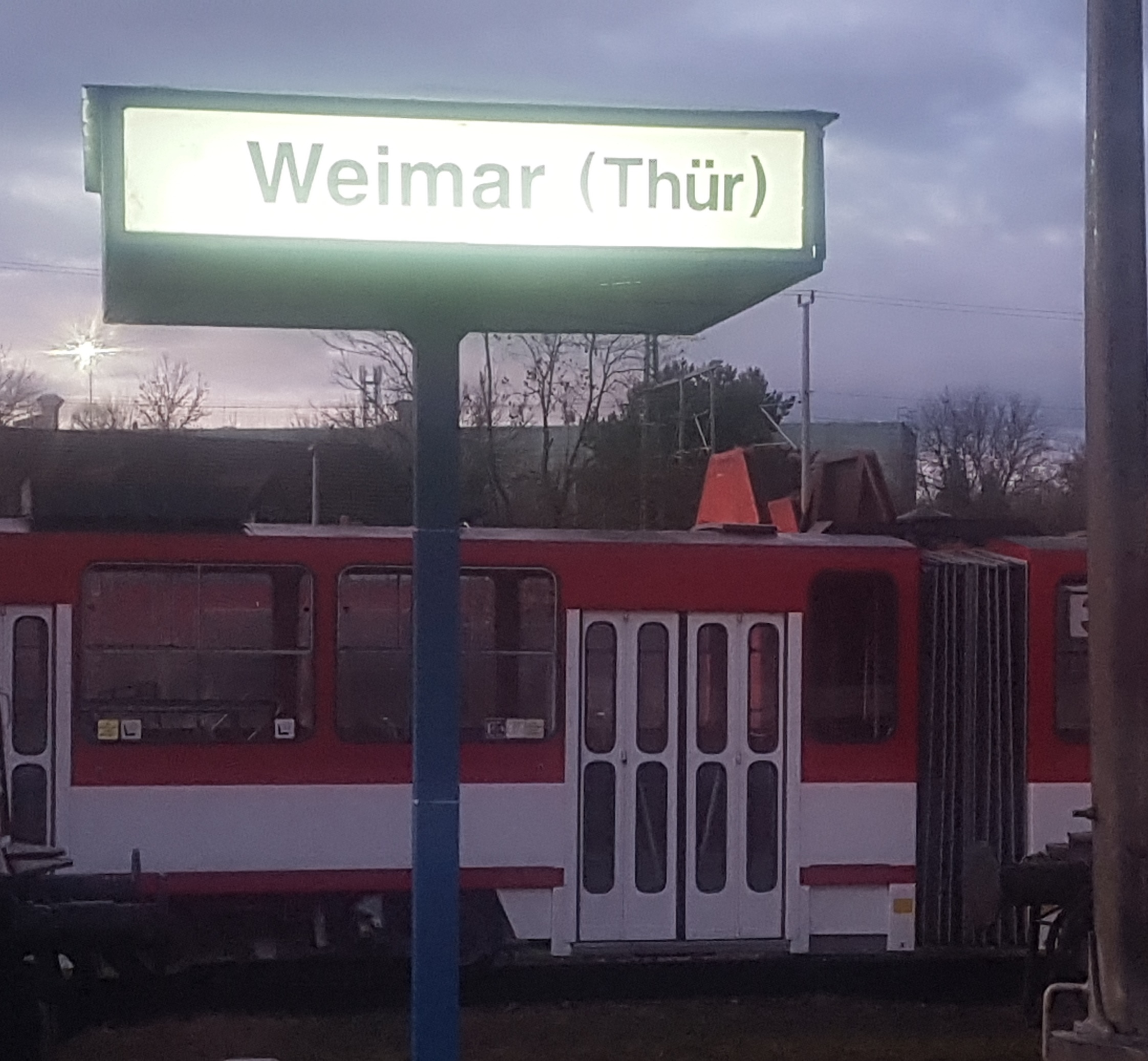
Tatra KT4 Tram aus Erfurt in Weimar (2019) im Eisenbahnmuseum Weimar
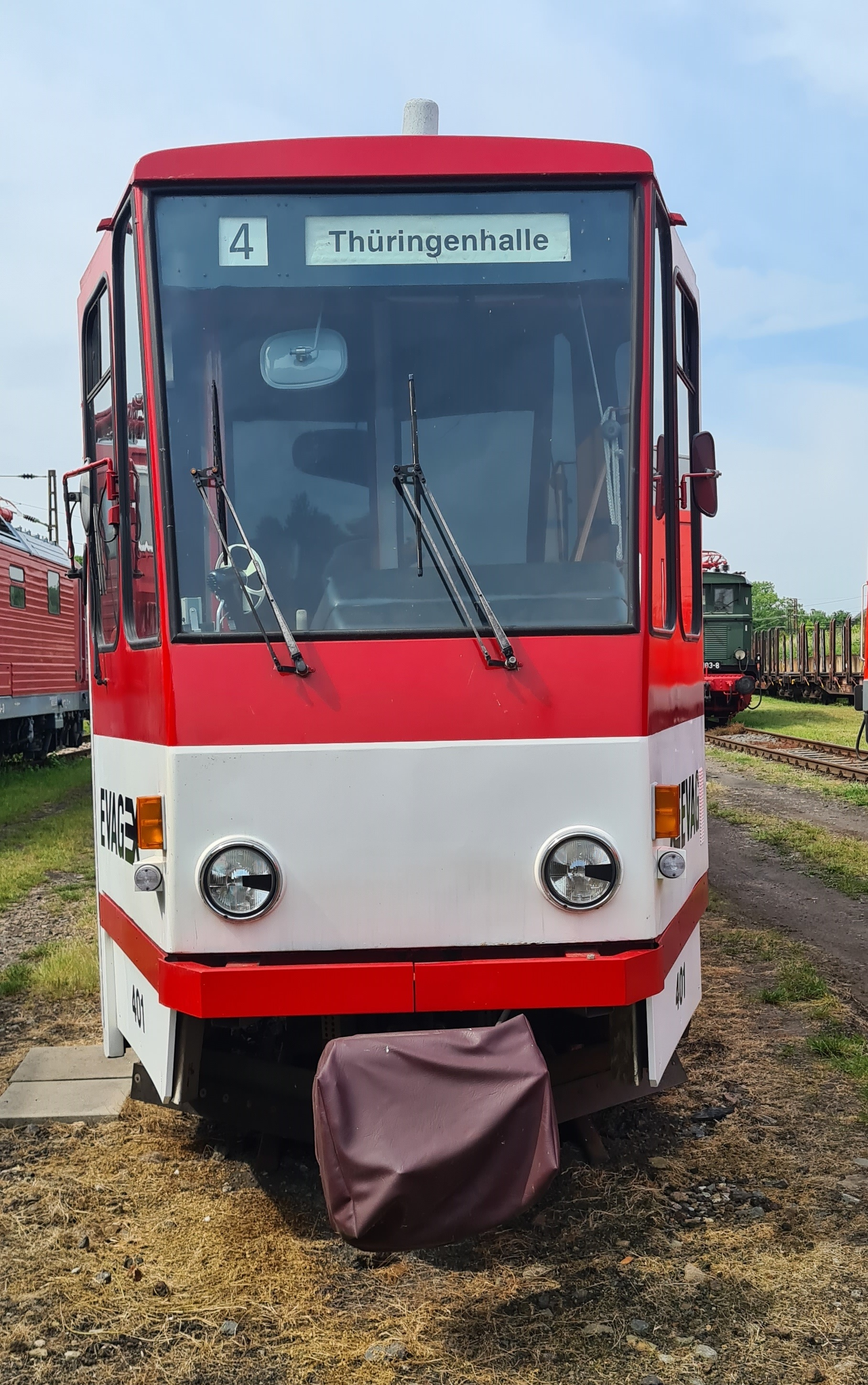
Tatra KT4 Tram aus Erfurt in Weimar (2022) im Eisenbahnmuseum Weimar
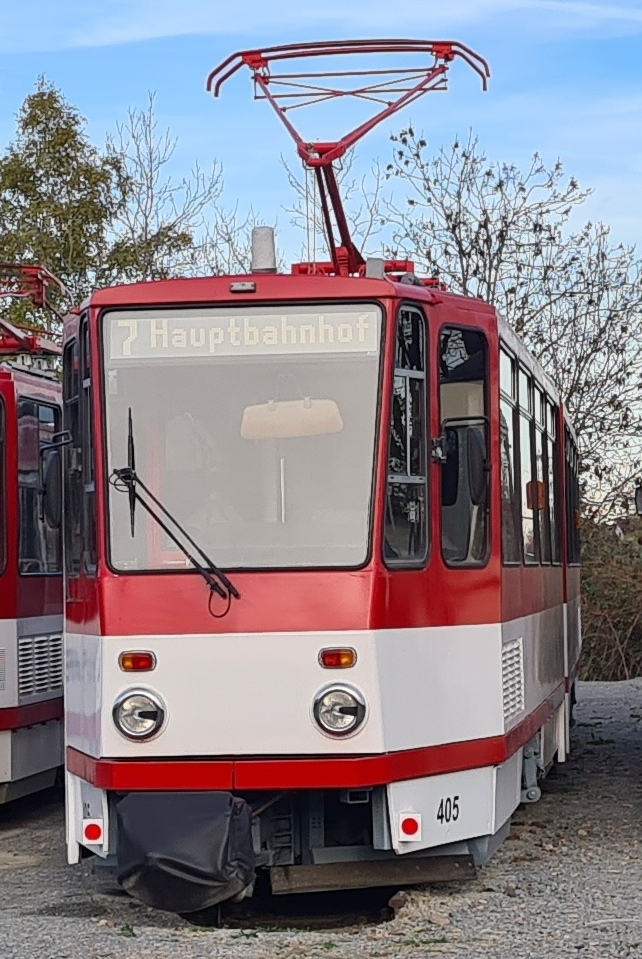
Tatra KT4D Erfurt 405 (unechter Zweirichtungswagen) im Eisenbahnmuseum Weimar (2022)
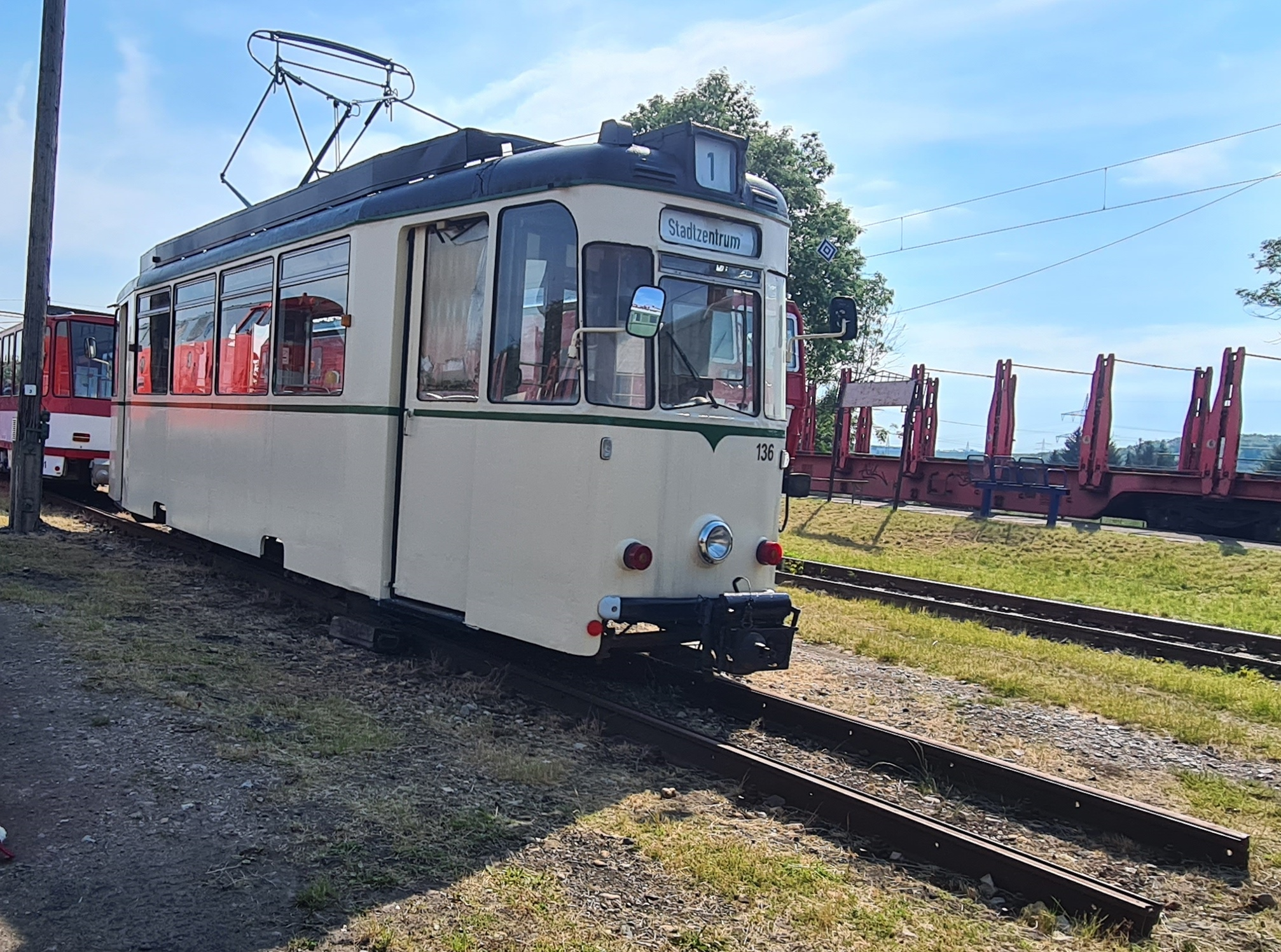
Gothawagen der Straßenbahn Jena im Eisenbahnmuseum Weimar (2022)
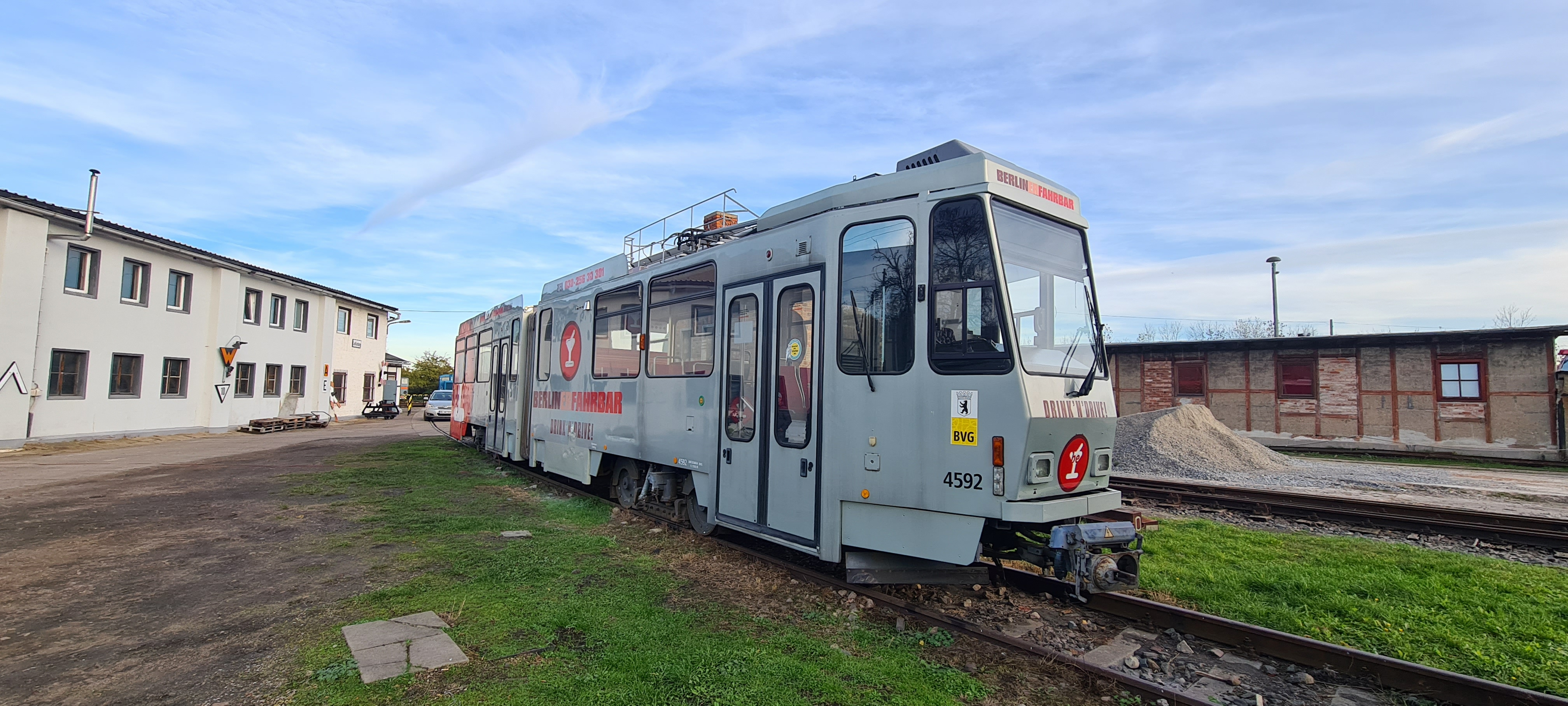
Party-Tram der Berliner Verkehrsbetriebe (BVG) im Eisenbahnmuseum Weimar (2022)
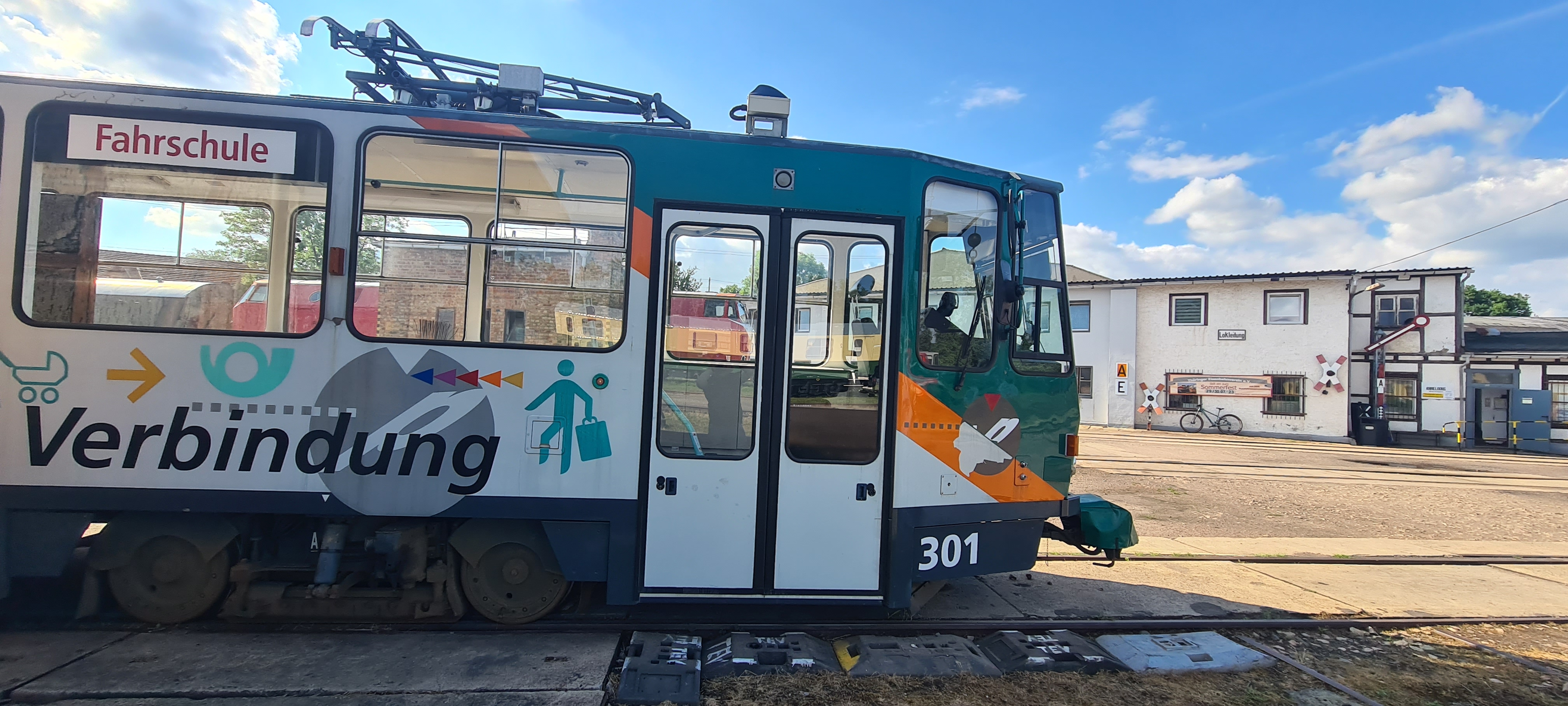
Tatra KT4D Fahrschule Verkehrsbetrieb Potsdam seit 2023 im Eisenbahnmuseum Weimar

Auf dem Gelände des Thüringer Eisenbahnverein e. V. (TEV) im Eisenbahnmuseum Weimar in der Eduard-Rosenthal-Straße in Weimar befinden sich seit 2016 und 2020 zwei historische Tatra KT4 der Straßenbahn Erfurt und seit 2020 zwei historische Gothawagen der Straßenbahn Jena.
Auf dem Gelände des ehemaligen Straßenbahndepots (Am Kirschberg 4) befindet sich seit 2004 ein Beiwagen (Gothawagen) der Straßenbahn Jena. Der ehemalige Jenaer Beiwagen 165 wurde 1960 für die Straßenbahn Plauen gebaut und trug dort die Nummer 3. 1973 gelangte er zur Straßenbahn Görlitz (71) und 1992 nach Jena. Im Jahr 2004 wurde er nach Weimar transportiert.

### Rezeption

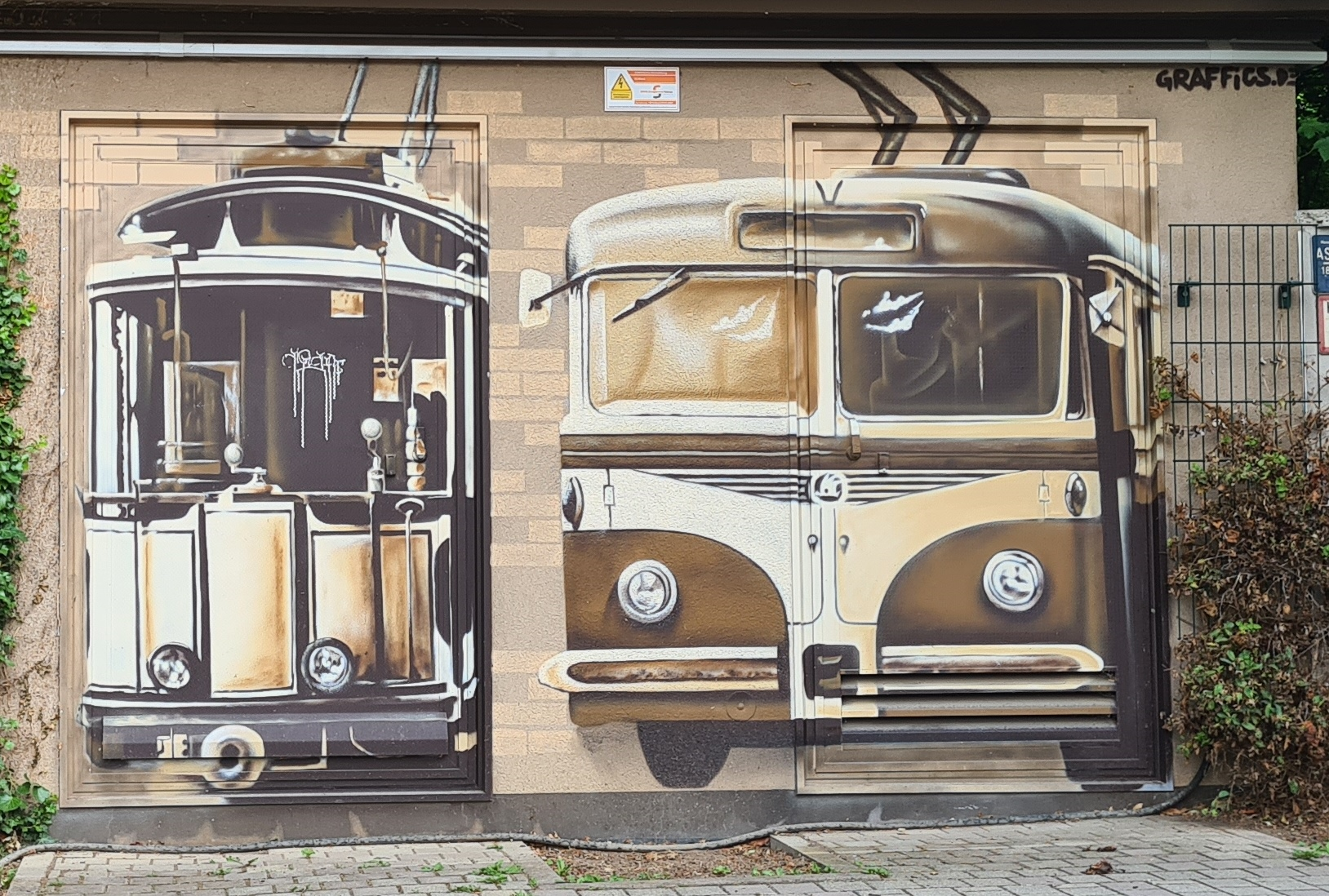
Wandbild mit einem Straßenbahnwagen der ersten Generation gegenüber dem ehemaligen Straßenbahndepot

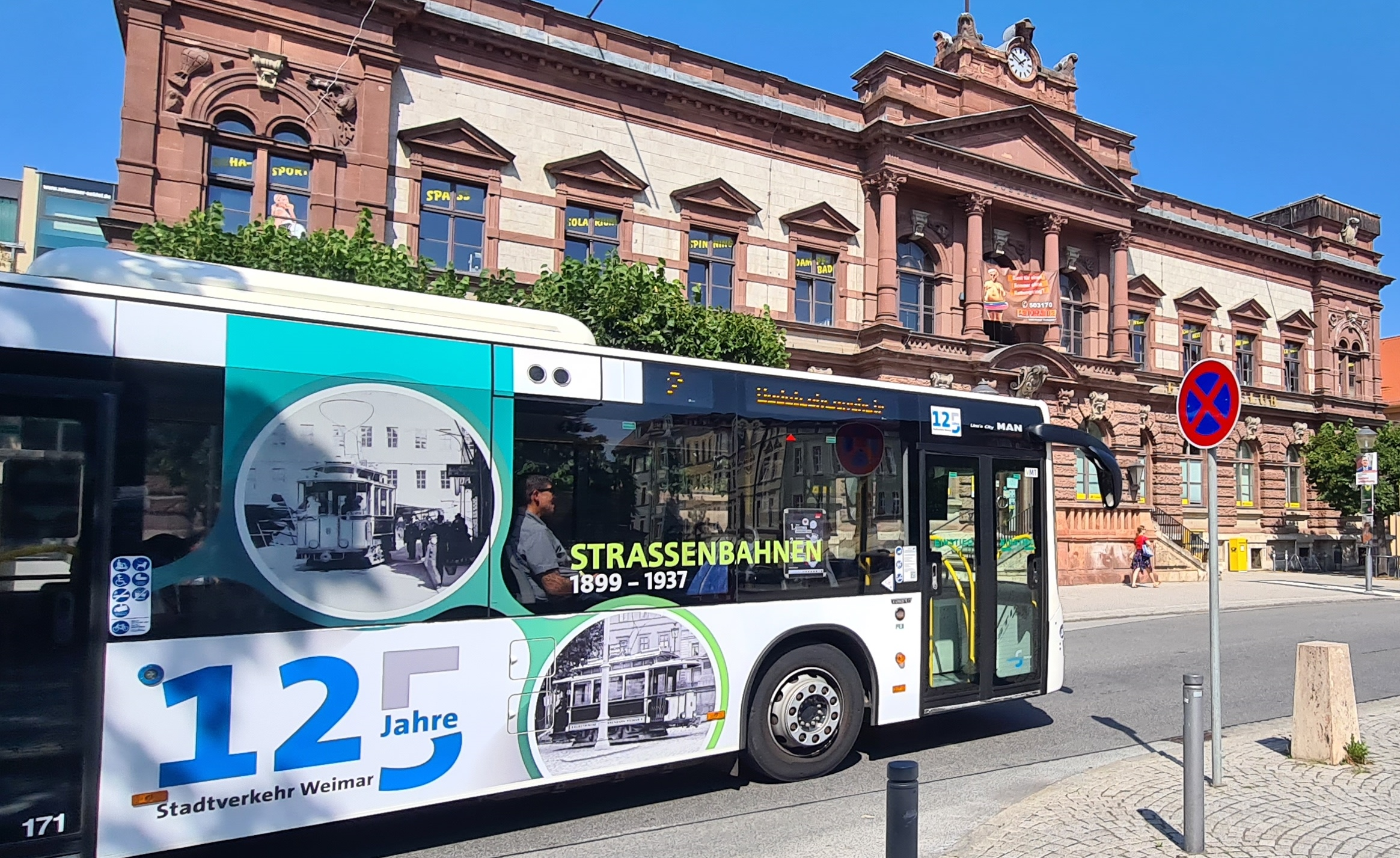
Stadtbus Weimar mit Beklebung zum 125. Jubiläum im Jahr 2024

#### 100 Jahre Straßenbahn Weimar Jubiläum
Zum 100. Jubiläum im Jahr 1999 veröffentlichte die Verkehrbetrieb Weimar GmbH das Heft „Die Endstation war immer nur ein neuer Anfang“ zu „100 Jahre Stadtverkehr in Weimar“.

#### Wandmalerei am ehemaligen Straßenbahndepot
Im Jahr 2003 entstand gegenüber der Einfahrt zu ehemaligen Straßenbahndepot ein Wandbild mit einem Straßenbahnwagen.

#### Ausstellung im Jahr 2004 „Das ent-schlossene Depot – Vom Anfang zum Ende der Weimarer Straßenbahn 1899–1937“
Das Stadtplanungsamt, Abteilung Denkmalschutz, der Stadt Weimar hat gemeinsam mit dem e-werk weimar e. V., anlässlich des Deutschen Denkmaltages 2004 und der Kuratorin Steffi Müller auf dem Gelände des ehemaligen Elektrizitätswerkes am Kirschberg eine Ausstellung zur Entwicklung der Weimarer Straßenbahn von ihrer Inbetriebnahme im Juni 1899 bis zu ihrem Ende im Jahre 1937 ausgerichtet. In der Stadt wurden sechs temporäre Haltestellen aufgestellt, die eine Teilstrecke der ehemaligen „Roten Linie“ – vom Museumsplatz (heute Weimarplatz) bis zum Wielandplatz – wiederbelebten.

#### 125 Jahre Straßenbahn Weimar Jubiläum
Ab dem 4. Juni 2024 feierten Weimar und die Stadtwirtschaft Weimar GmbH das 125. Jubiläum der Straßenbahn und des öffentlichen Nahverkehrs in Weimar mit einer Themenwoche. Hierzu wurden vom Kurator Sylk Schneider entworfene Schautafeln zur Geschichte der Straßenbahn auf dem Goetheplatz und dem Markt zur Geschichte der Straßenbahn aufgestellt. Zum Jubiläum wurde zudem ein Stadtbus u. a. mit Bildern der Straßenbahn Weimar beklebt.

#### Modelle
Verschiedene Hersteller produzierten bereits Modelle von Wagen der Straßenbahn Weimar, wie z. B. das Trambino-Straßenbahn-Blechspielzeug aus der DDR.
Zudem wurden digitale 3D-Modelle der Straßenbahn Weimar entwickelt.